# История Православной церкви в Америке
История Православной церкви в Америке начинается с деятельности русских миссионеров на Аляске. В 1840 году территория Русской Америки вошла в Камчатскую, Курильскую и Алеутскую епархию. В 1870 году образована епархия Алеутских островов и Аляски. В 1900 году епархия стала именоваться Алеутской и Северо-Американской. В этот период она объединяла всех православных в Северной Америке, однако с 1919 года в Америке стали открываться приходы и епархии других поместных церквей. В 1924 году был в одностороннем порядке провозглашён Североамериканский митрополичий округ (иначе Североамериканская митрополия, Американская митрополия или просто Митрополия), который де факто был независимым. В 1935 году округ объединился с РПЦЗ, войдя в подчинение последней на правах широкой автономии. Однако 1946 году Северо-Американская митрополия отделяется от РПЦЗ и тех пор существуя де-факто как автокефальная церковь. В 1968—1970 годы нормализовала отношения с Московским Патриархатом, который в 1970 году предоставил ей автокефалию.

## В составе Русской православной церкви

### Аляскинская миссия
Распространение православия в Новом Свете началось в 1741 года, когда Алексей Чириков на пакетботе «Святой Павел» и Витус Беринг на пакетботе «Святой Пётр» достигли северо-западного побережья Америки. После возвращения на Камчатку экспедиции Беринга — Чирикова рассказы её участников заинтересовали промысловиков, охотников и купцов. Они вскоре и начали освоение Алеутских и Командорских островов, где они же начали в том числе проповедовать христианство. Значительная прибыль, которую приносила торговля пушниной, добывавшейся на новооткрытых землях, привела в Иркутск в 1770-х годов Григория Шелихова. Со времени возникновения на новых землях первых русских поселений появилась необходимость в организации здесь православной миссии. Григорий Шелихов обратился к митрополиту Новгородскому и Санкт-Петербургскому Гавриилу (Петрову) с просьбой прислать священника, обещав содержать храм и причт за счёт Русско-американской компании. В Америку была послана духовная миссия во главе с архимандритом Иоасафом (Болотовым), которая прибыла на остров Кадьяк 24 сентября 1794 года. В миссии состояли иеромонах Иувенилий (Говорухин), Макарий (Александров), Афанасий (Михайлов), иеродиакон Нектарий (Панов), иеродиакон Стефан (Говорухин), монах Герман и монах Иоасаф.
По прибытии миссионеры столкнулись с большими трудностями. Аляска и Алеутские острова занимали обширнейшую территорию, на которой жили алеуты, эскимосы, тлинкиты и другие народы. Некоторые из них были уже крещены проживавшими в этих местах русскими поселенцами, но, как и некрещеные соплеменники, продолжали верить в добрых и злых духов и приносить им жертвы. Через два месяца после прибытия миссии на острове Кадьяк была заложена деревянная церковь Воскресения Христова. Первым священником этого храма стал иеромонах Афанасий. Миссионеры крестили множество алеутов, эскимосов и других жителей Аляски. На острове Кадьяк была открыта школа для детей. Иеромонах Макарий трудился на Алеутских островах, иеромонах Ювеналий — в глубине континента, где принял мученическую кончину 29 сентября 1796 года на озере Илиамна. В целях укрепления миссии Святейший Синод учредил 19 июля 1796 года Кадьякское викариатство в составе Иркутской епархии. 10 апреля 1799 года в Иркутске глава миссии архимандрит Иоасаф (Болотов) был хиротонисан во епископа Кадьякского. На обратном пути в Америку судно «Феникс» с миссионерами попало в шторм и затонуло у берегов Аляски. Вместе с епископом Иоасафом погибли иеромонах Макарий и иеродиакон Стефан. На протяжении последующих 40 лет епископа на Аляску не назначали. В 1803—1807 годы Аляскинскую миссию возглавлял корабельный священник иеромонах Гедеон, которому было поручено уладить конфликт между Российско-Американской компанией и миссионерами, обвинявшими руководство компании в эксплуатации местных жителей и их спаивании. Иеромонах Нектарий из-за болезни вернулся в Россию, в 1823 году умер монах Иоасаф. В 1823 года Святейший Синод постановил закрыть миссию, но император Александр I не утвердил этого решения. В 1825 года иеромонах Афанасия сменил священник Фрументий Мордовский. На Алеутских островах продолжил миссионерский подвиг монах Герман. Его жертвенная жизнь и бескорыстная забота об алеутах снискали ему среди них искреннее уважение. Он скончался 13 декабря 1837 года на острове Еловом.

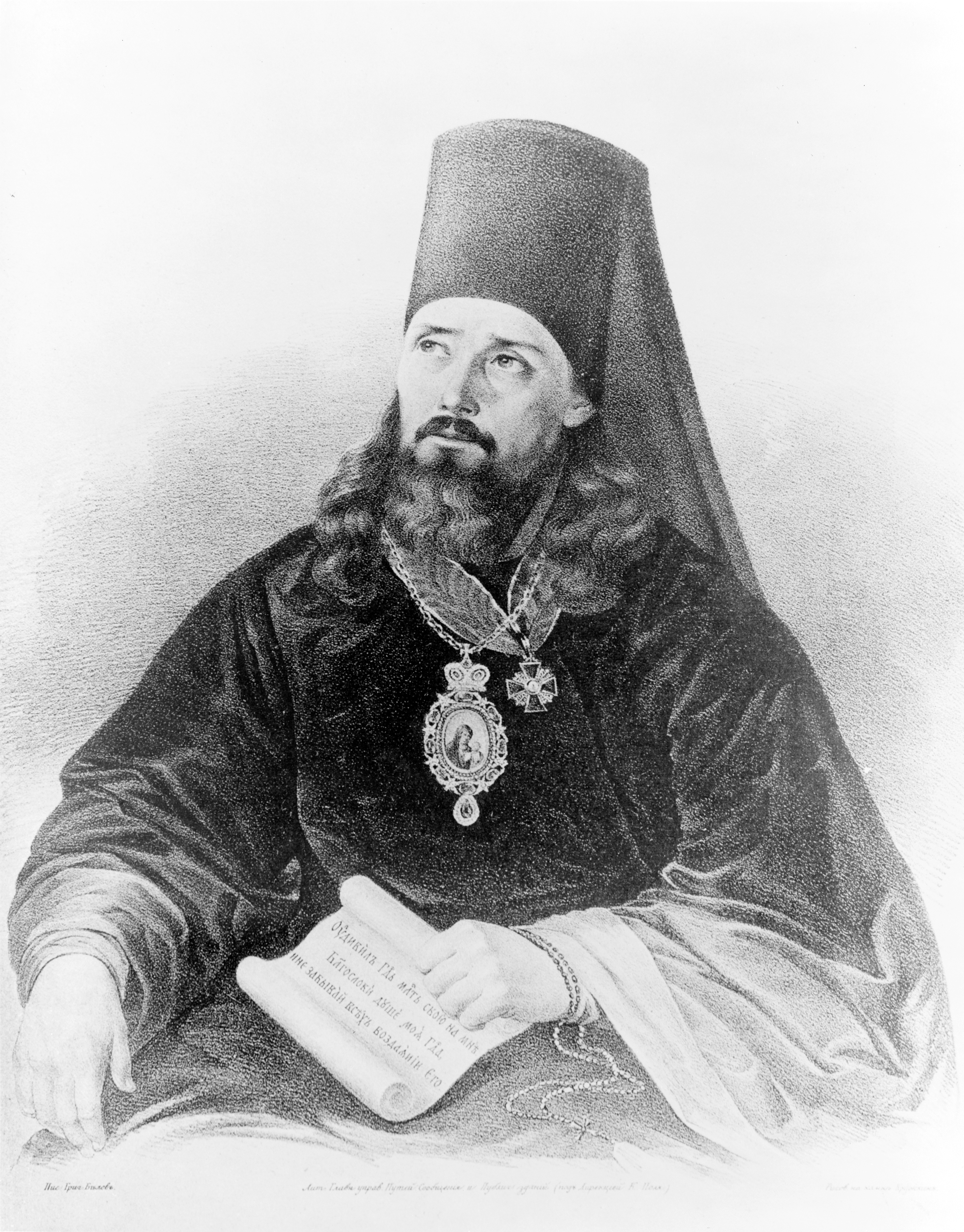
Епископ Иннокентий (Вениаминов)

Большой проблемой для миссии в 1815—1823 годы было отсутствие достаточного числа священнослужителей. Из Иркутска продолжали присылать на Аляску священников, но усердия, подобно первым миссионерам, они не проявляли. Требы и богослужения совершались крайне нерегулярно, крещение часто осуществляли миряне. Ситуация изменилась благодаря священнику Иоанну Вениаминову, который прибыл на Уналашку в 1824 года и прожил на острове 10 лет. Обучив алеутов плотницкому ремеслу, он вместе с ними срубил деревянный храм, изучил алеутско-лисьевский язык, создал букварь и перевел на этот язык Новый Завет, литургию святителя Иоанна Златоуста и Катехизис, совершал длительные пастырские объезды многочисленных Алеутских островов и материка, во время которых проповедовал и крестил. В 1834 году он был переведён в Новоархангельск, где столкнулся с воинственным племенем колошей. Изучив их язык и обычаи, он проповедовал среди них, устроил миссионерскую школу для мальчиков, обучал их Закону Божию и ремёслам. Особо ревностным среди миссионеров, подвизавшихся на Алеутских островах и Аляске, был священник-алеут Иаков Нецветов, помогавший святителю Иннокентию в проповеднических трудах, издавший первый молитвослов на языке юпик.

### Камчатская, Курильская и Алеутская епархия
21 декабря 1840 года Святейший Синод учредил Камчатскую, Курильскую и Алеутскую епархию с кафедрой в Новоархангельске, во главе которой был поставлен Иоанн Вениаминов, к этому времени овдовевший и принявший иноческий постриг с именем Иннокентий. В 1845 году была открыта Новоархангельская духовная семинария для подготовки пастырей из представителей местных народностей. 20 ноября 1848 года епископ Иннокентий освятил воздвигнутый им в Новоархангельске кафедральный собор во имя архангела Михаила. 21 августа 1850 года он был возведён в сан архиепископа. В помощь ему по управлению обширнейшей епархией 11 января 1858 года было учреждено Новоархангельское викариатство. Его первым архипастырем стал епископ Петр (Екатерининский). В том же году была закрыта Новоархангельская духовная семинария, перенесённая в Якутск. 9 ноября 1866 года епископа Петра сменил епископ Павел (Попов). Благодаря трудам православных миссионеров к 1860 году на Аляске насчитывалось 12 тысяч коренных жителей православного исповедания, 43 общины, 9 храмов, 35 часовен, 17 школ и 3 детских приюта.
После продажи Аляски 18 октября 1867 года деятельность Русской православной церкви в Америке заметно осложнилась. Православные приходы на Аляске отныне оказались в иностранном государстве, законы и обычаи которого существенно отличались от российских. Большая часть русского населения и православных священнослужителей покинула Аляску. Местное православное духовенство лишилось лучших кадров, которые были заменены либо случайными выходцами из России, либо клириками из числа потомков от смешанных браков русских с коренными аляскинцами. Финансовая поддержка епархии, ранее осуществлявшаяся упразднённой Русско-американской кампанией, резко пошла на убыль. В Аляску нахлынули протестантские и католические миссионеры, занявшиеся не только обращением в христианство местных жителей-язычников, но и прозелитизмом среди православных. В 1870 году на всю Аляску приходилось 4 священника: 2 в Ситке, по одному на Уналашке и на Кадьяке. Американский православный вестник за 1898 год так характеризовал сложившуюся ситуацию: «Тридцать лет, прожитые Аляской после снятия здесь русского флага, довели коренных ее жителей до последней степени нищеты. Все, созданное здесь русской цивилизацией, разрушено, и уничтожено, и обитатели страны поставлены ныне в условия, гораздо более худшие, чем даже в каких они были до появления в Аляске белого человека».
Первые православные приходы в Америке за переделами Аляски, греческий в Новом Орлеане и два русских в Сан-Франциско и Нью-Йорке, появились почти одновременно и независимо друг от друга в конце 1860-х годов и окормляли представителей дипломатического корпуса и православных иммигрантов русской и других национальностей, оказавшихся в Новом Свете.

### Алеутская и Аляскинская епархия

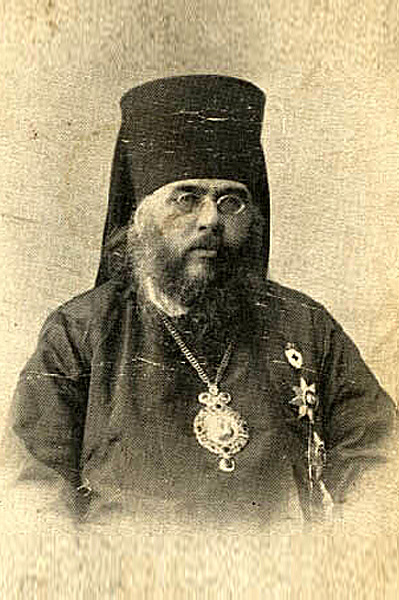
Епископ Николай (Зиоров)

10 июня 1870 года была образована епархия Алеутских островов и Аляски с кафедрой в городе Ситка. На кафедру был назначен епископ Иоанн (Митропольский), управлявший епархией до 12 апреля 1877 года. В 1872 году кафедра из Ситки была перенесена в Сан-Франциско с кафедральным Александро-Невским собором (приход существовал с 1868 года). При епископе Несторе (Зассе), управлявшем епархией со 2 декабря 1878 года, Святейший Синод официально подтвердил перевод епископской кафедры и епархиальной консистории в Сан-Франциско. После его гибели 30 июня 1882 епархией временно управлял митрополит Санкт-Петербургский Исидор (Никольский). Лишь 12 декабря 1887 года на Алеутскую и Аляскинскую кафедру последовало назначение. Новым епископом стал Владимир (Соколовский-Автономов), хиротония которого состоялась 20 декабря того же года. Молодой и горячий епископ Владимир не смог наладить отношения с российской диаспорой в Сан-Франциско, где было немало нигилистов, анархистов и других противников православия и самодержавия. Конфликт с одним из них, Николаем Судзиловским, попал в газеты, дело дошло до суда. Епископ рассорился и с консульством, которое, на его взгляд, мало помогало ему в затянувшейся тяжбе. Информация об этом дошла до святейшего Синода. 25 марта 1891 года, незадолго до своего отъезда на родину, епископ Владимир воссоединил с РПЦ униатского священника Алексия Товта и его прихожан в Миннеаполисе (штат Миннесота), что в дальнейшем способствовало массовому возвращению эмигрировавших в Новый Свет униатов в православие. Росту епархии способствовало также увеличение с конца XIX века притока православных иммигрантов: греков, русских, арабов, албанцев, румын.
С 8 июня по 7 сентября 1891 года епископом Алеутским и Аляскинским был Николай (Адоратский), однако по болезни он так и не выехал в Америку. Обсуждался вопрос о закрытии Алеутской епархии и присоединении всех американских церквей и приходов к одной из сибирских епархий. Но обер-прокурор Константин Победоносцев и митрополит Новгородский и Санкт-Петербургский Исидор (Никольский) сумели убедить Святейший Синод назначить туда нового архипастыря. Им стал епископ Николай (Зиоров), занимавшем кафедру с 29 сентября 1891 по 14 сентября 1898 года. В ходе первой инспекции по православным приходам Аляски летом 1892 года, епископ Николай послал в Святейший Синод подробный отчёт о своих впечатлениях: «Из всего виденного и услышанного мною во время путешествия заключаю, что Аляскинская епархия находится в печальном положении». Духовенство опустилось: «служат очень редко (только по воскресеньям днём, — и то не всегда…)», делают это «небрежно, с пропусками и сокращениями», «вместо церковного дела занимаются посторонними делами»; «школы почти не существуют», «церковное хозяйство ведётся из рук вон плохо», отчётность заброшена. Между тем «инославные миссии год от году умножаются и усиливаются на счёт Православия», а местные власти им потворствуют «в целях поскорее обамериканить население Аляски <…> Народ действительно в эти двадцать пять лет страшно одичал. Признаками этого служит свобода в блудливых отношениях мужчин и женщин; <…> к церковным обычаям охладели; постов вовсе не соблюдают — не только мирские, но и духовные». Массовое обращение прагматичных и своенравных американцев в православие с его строгими правилами представлялось епископу Николаю непосильным делом ввиду межкультурной дистанции и низкой подготовки духовенства. Епископ Николай предложил набор мер по исправлению ситуации: усилить поддержку епархии со стороны российских дипломатических миссий перед правительством США, «сменить всё наличное духовенство Алеутской епархии и заменить его новыми способными силами, с образованием, а главное — с добросовестностью и любовью к своему делу», создать в России миссионерское общество для помощи епархии в учреждении школ, богаделен, приютов и т. п., организовать распространение православной литературы на туземном и английском языках, готовить свои кадры священно-церковнослужителей, для чего посылать наиболее способных учеников местных приходских школ в сибирские и дальневосточные духовные семинарии, а в будущем — создать свою духовную семинарию в Америке.
С 1892 года стали возникать сербские приходы в США. В сентябре 1894 года епископ Николай организовал празднование 100-летия православия в Америке. В том же году решением Государственного совета по представлению Святейшего Синода финансирование епархии было доведено до 74 770 рублей в год, включая ассигнования на школы в Ситке и Уналашке. Были одобрены новые штаты священников и причта, предложенные епископом Николаем, а также рекомендация епископа о создании двух благочиний на Аляске: Ситкинского и Уналашкинского. В 1895 году состоялся первый епархиальный съезд духовенства в Уилкс-Барре, штат Пенсильвания. В том же году начали возникать арабские приходы в США. В 1896 году начал издаваться «Американский православный вестник», было положено начало переводу богослужебных текстов на английский язык. С участием церковных деятелей появлялись печатные издания на русском языке, возникали братства, сестричества, общества взаимопомощи. Епархиальной власти было нелегко уделять одновременно равное внимание как нуждам многочисленных национальных православных общин, в первую очередь русинов и русских, так и решению миссионерских задач, поставленных ещё митрополитом Иннокентием. В среде русских церковных деятелей стала складываться концепция «Американской Руси», тесно связанной с Россией в духовном и культурном отношении. Это было крайне важно в условиях активной украинизации русинов, проводимой в начале XX века униатским епископом Сотером Ортынским с целью воспрепятствовать переходу униатов в Православие. 1 октября 1897 года открылась миссионерская школа в Миннеаполисе. 14 сентября 1898 года Алеутскую и Аляскинскую епархию возглавил епископ Тихон (Белавин). В связи с переходом в Православие к конце XIX века многих униатов-карпатороссов и открытием новых приходов в других штатах страны, центр деятельности православной миссии постепенно, но неуклонно перемещался на восточное побережье США.

### Алеутская и Североамериканская епархия

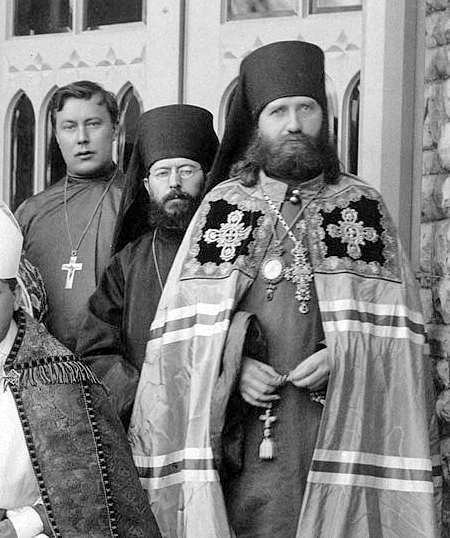
Протоиерей Иоанн Кочуров, иеромонах Севастиан (Дабович) и епископ Тихон (Беллавин) в 1900 году. Все трое канонизированы

9 февраля 1900 года епархия была переименована в Алеутскую и Северо-Американскую, чем подчёркивался факт распространения Православия по всему Североамериканскому континенту. В 1901 году был воздвигнут первый православный храм в Канаде, вышел в свет первый русский Православный календарь в Америке. В связи с ростом епархии были образованы викариатства: 29 ноября 1903 года — Аляскинское, с кафедрой в городе Ситка, и 1 февраля 1904 года Бруклинское (пригород Нью-Йорка). Последнее викариатство было создано для окормления сироарабов. Возглавил его епископ Рафаил (Хававини), хиротонисанный 6 мая 1904 года. Это было первое посвящение православного епископа в США. Греки с этого времени начали создавать собственные церковно-общественные организации, независимые от епархии РПЦ. Возник первый румынский приход в Кливленде (штат Огайо). В 1905 году в Саут-Кейнане, штат Пенсильвания, епископ Тихон (Беллавин) освятил Свято-Тиховский монастырь и приют для сирот при нём, основал Сербскую духовную миссию. Одновременно был издан расширенный служебник на английском языке в переводе Изабель Хэпгуд. В 1905 году кафедра епархиального архиерея была переведена из Сан-Франциско в Нью-Йорк, где в 1901—1904 годы был воздвигнут величественный Николаевский кафедральный собор. В 1905 году в Миннеаполисе на базе миссионерской школы была создана Северо-Американская духовная семинария, призванная решить проблему нехватки постоянной духовенства в епархии. В 1906 года архиепископ Тихон (Беллавин) в докладе Предсоборному присутствию РПЦ рекомендовал предоставить автокефалию Американской миссии, объясняя своё предложение многонациональным характером епархии.
20-23 февраля 1907 года состоялся Первый Всеамериканский церковный собор в Мейфилде, штат Пенсильвания, на котором было принято официальное название «Русская Православная Греко-Кафолическая Церковь в Северной Америке под юрисдикцией священноначалия от Церкви Российской». При архиепископе Платоне (Рождественском), управлявшем епархией с 8 июля 1907 по 20 марта 1914 года, и сменившем его архиепископе Евдокиме (Мещерском), управлявшем епархией с 29 июля 1914 по 6 августа 1917 года епархия продолжала расти в основном за счёт возвращения из унии православных русинов. В 1913 году духовная семинария была из Миннеаполиса переведена в Тенафлай, штат Нью-Джерси. В 1916 года архиепископ Евдоким рекомендовал Предсоборному совещанию предоставить епархии автокефалию. В 1909 года была создана Болгарская духовная миссия. 6 июля 1916 года было учреждено викариатство в Канаде во главе с епископом Александром (Немоловским). В том же году было создано Карпаторосское викариатство в Питтсбурге во главе с епископом Стефаном (Дзюбаем). В марте 1918 года епископ Александр учредил Албанскую православную миссию во главе со священником Фаном Ноли. К концу 1917 года епархия насчитывала в составе 31 благочиние, был 271 храмов, 51 часовня, 257 священнослужителей и до 300 тысяч прихожан. Значительную часть приходов епархии составляли национальные общины русинов и украинцев из числа бывших униатов, греков, сербов, румын, болгар, албанцев, сиро-арабов и других.
После прихода в октября 1917 года в России к власти большевиков связь Североамериканской епархии с высшей церковной властью была затруднена. Одновременно начался процесс обособления от единой православной епархии РПЦ в Северной Америке национальных общин, образовывавших епархии других поместных Церквей или неканоничные религиозные объединения. В условиях вынужденного самостоятельного существования без поддержки из России в февраля 1919 года в Кливленде, штат Огайо, состоялся II Всеамериканский собор, избравший епископа Канадского Александра (Немоловского) правящим архиереем Североамериканской епархии. 7 сентября 1920 года это избрание было утверждено патриархом Московским и всея России Тихоном, который возвёл епископа Александра в сан архиепископа. С апреля 1921 года в США находился в качестве патриаршего представителя митрополит Херсонский и Одесский Платон (Рождественский), эмигрировавший из России в 1920 года. 27 апреля 1922 года он был назначен патриархом Тихоном и Синодом РПЦ временно управляющим Североамериканской епархией. 20 июня того же года архиепископ Александр передал митрополиту Платону управление епархией, после чего выехал из США. Права митрополита Платона на управление епархией оспаривал викарный епископ Питтсбургский Стефан (Дзюбай), который вместе с Гораздом (Павликом) в октября 1922 года самовольно хиротонисал епископ Адама (Филипповского) для Канадской викарной кафедры. Епископ Стефан впоследствии потерял поддержку своей паствы и перешёл в католичество, а епископ Адам продолжал окормлять часть украинских и русинских общин в США и Канаде. В 1923 году закрылась Северо-Американская духовная семинария в Тенафлае, штат Нью-Джерси из-за недостатка средств.
В ноябре 1922 года III Всеамериканский собор в Питтсбурге, штат Пенсильвания, избрал митрополита Платона правящим архиереем Североамериканской епархии. 29 сентября 1923 года патриарх Тихон утвердил это избрание, освободив митрополита Платона от управления Херсонской и Одесской епархией. В октябре того же года обновленческое Высшее церковное управление назначило протоиерея Иоанна Кедровского «митрополитом Североамериканским». Православные приходы в США и Канаде отказались признавать полномочия протоиерея Иоанна Кедровского, однако тому при поддержке советских властей удалось оспорить в американских судах принадлежность православных храмов Североамериканской епархии. Наиболее тяжёлым последствием этих судебных тяжб стала передача в 1926 года обновленцам кафедрального Свято-Николаевского собора в Нью-Йорке. Советские власти оказывали давление на патриарха Тихона с целью заставить его отстранить митрополита Платона от управления Североамериканской епархией. 12 декабря 1923 года Антирелигиозная комиссия при ЦК ВКП(б) приняла резолюцию: «Поручить т. Тучкову провести через Тихона увольнение Платона от должности». 22 января 1924 года в московской газете «Известия» был напечатан указ патриарха Тихона от 16 января об отстранении митрополита Платона от управления Североамериканской епархией. Согласно указу, предполагалось иметь особое суждение о кандидате на Североамериканскую кафедру, которому надлежало объявить патриаршее распоряжение митрополиту Платону, принять от него все церковное имущество и управлять епархией по особой инструкции. Однако нового управляющего епархией Патриарх Тихон так и не назначил, поэтому фактически указ в силу не вступил. Как докладывал Кедровский в обновленческий синод, отстранение митрополита Платона было формальным: патриарх дал архиерею негласное указание продолжать управление епархией.

## Североамериканская митрополия

### Североамериканская митрополия при митрополите Платоне (Рождественском)
Митрополит Платон проигнорировал патриарший указ о своём увольнении. 2-4 апреля 1924 года в Детройте (штат Мичиган) состоялся IV Всеамериканский Собор, принявший решение о временном, до созыва нового Поместного собора Русской православной церкви, объявлении Североамериканской епархии самоуправляющейся Американской православной церковью. Митрополит Платон получил от Собора титул «митрополит всей Америки и Канады», а также право ношения второй панагии и преднесения креста, что является привилегией предстоятеля поместной Церкви. Это считается началом самостоятельного существования Североамериканской митрополии. В дальнейшем митрополит Платон неоднократно заявлял, что временная автономия не является автокефалией и не означает разрыва с патриархом Тихоном и его преемниками, что сохраняется молитвенно-евхаристическое общение Североамериканской митрополии со всеми частями Русской Церкви. За богослужениями в храмах Северной Америки продолжали поминать патриарха Тихона, а после его кончины 7 апреля 1925 года — патриаршего местоблюстителя митрополита Петра (Полянского). В церковно-административном отношении Североамериканская митрополия до середины 1930-х годов оставался единой епархией, в составе которой были дополнительно учреждены Чикагское (1922) и Сан-Францисское (1924) викариатства.

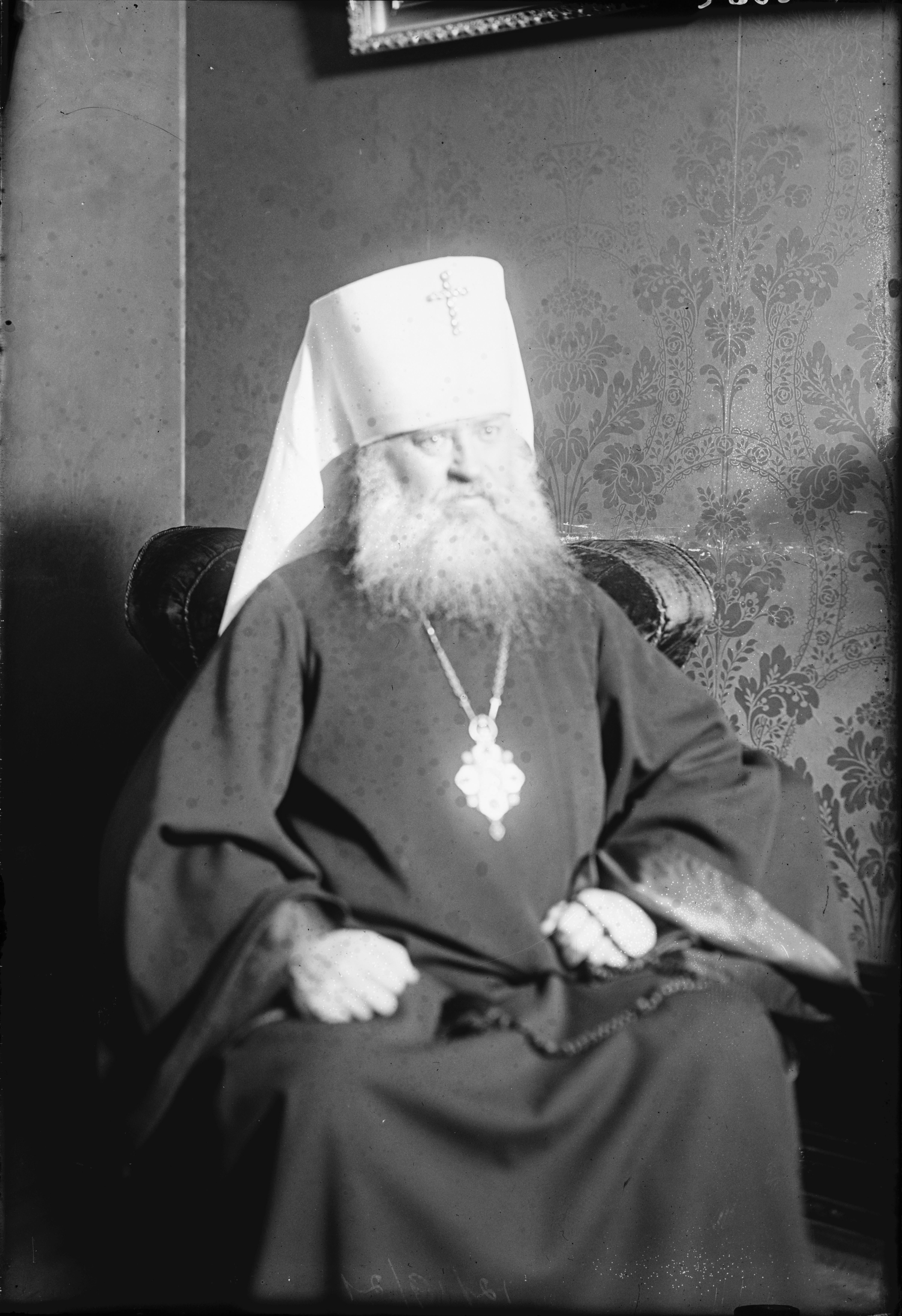
Митрополит Платон (Рождественский)

В октября 1924 года митрополит Платон участвовал в Архиерейском соборе Русской Православной Церкви заграницей в Сремских Карловцах и получил признание как управляющий Североамериканской епархией. Однако в дальнейшем споры о границах властных полномочий привели к конфликту митрополита Платона с Архиерейским синодом РПЦЗ. На Архиерейском Соборе РПЦЗ в июне 1926 года митрополит Платон поддержал управляющего русскими православными приходами в Западной Европе митрополита Евлогия (Георгиевского), отказавшегося признавать за Архиерейским синодом высшие административные и судебные права, и вместе с митрополитом Евлогием демонстративно покинул Собор. 31 января 1927 года митрополит Платон обратился к пастве с заявлением о неканоничности Архиерейского Синода РПЦЗ. Его поддержали викарные епископы Чикагский Феофил (Пашковский), Аляскинский Амфилохий (Вакульский), Виннипегский и Канадский Арсений (Чаговец) и Бруклинский Евфимий (Офейш). Верность Архиерейскому синоду РПЦЗ сохранил лишь епископ Сан-Францисский Аполлинарий (Кошевой), который вышел из подчинения митрополиту Платону. 1 февраля 1927 года митрополит Платон издал распоряжение, в соответствии с которым епископ Аполлинарий был «лишён всех прав служения в наших церквах в Америке и устранен от управления диоцезией в г. Сан-Франциско и настоятельства прихода Св[ято-]Троицкого собора».
2 февраля 1927 года митрополит Платон поручил архиепископу Евфимию (Офейшу) учредить новую Церковь — «Святую Восточную Православную Кафолическую и Апостольскую Церковь в Северной Америке» с целью распространения православия среди населения, не владеющего русским языком. Создание новой юрисдикции сразу же вызвало оппозицию против неё. 31 марта 1927 года Архиерейский синод РПЦЗ принял решение освободить его от управления Североамериканской епархией и запретить священнослужение в её пределах, обосновывая это тем, что митрополит Платон, назначенный привести в порядок дела в Северной Америке, ещё больше запутал их. 1 апреля 1927 года Архиерейский Синод направил пастве в Северной Америке послание, где митрополит Платон обвинялся в непослушании Синоду, в бунте, в развале дел епархии. 8 сентября 1927 года митрополит Платон был окончательно запрещён в священнослужении со стороны РПЦЗ. Богослужения, им совершаемые, признаны безблагодатными, а хиротонии — неканоничными. В Русской церкви в США и Канаде произошло разделение. В подчинении митрополиту Платону осталась до 200 приходов Североамериканской митрополии, причём эти приходы были более сильны и богаты, чем приходы РПЦЗ с США. Около 60 общин образовали Североамериканскую епархию РПЦЗ под управлением епископа Аполлинария (Кошевого). Новая структура во главе с архиепископом Евфимием не была признана ни Константинопольским патриархатом, ни Элладской церковью. Митрополит Платон понимал, что автокефалия грозит ему изоляцией со стороны всего православного мира. В результате поднявшегося шума митрополит Платон предпочёл свернуть проект создания Всеамериканской церкви и заявить, что руководит только Русской церковью в Америке. Вся вина за создание Всеамериканской церкви была возложена на архиепископа Евфимия. Архиепископ Евфимий пытался сначала воздействовать на своих собратьев, однако затем 4 октября 1929 года объявил, что митрополит Платон неканоничен и не имеет права носить титул «митрополита всея Америки и Канады», что означало полное отделение структуры, возглавляемой Евфимием. В апреле 1933 года архиепископ Евфимий вступил в брак, за что в августе того же года был лишён сана Антиохийским Патриархом Александром III, а 4 октября 1933 года — московской церковной властью.
В 1928—1929 годы митрополит Платон (Рождественский) вёл переписку с заместителем патриаршего местоблюстителя митрополитом Сергием (Страгородским) с целью получить документальное подтверждение своих прав на управление Североамериканской митрополией в судебных спорах с Иоанном Кедровским. Во избежание изоляции в православном мире, испортив отношения и с Константинополем, и с Архиерейский синодом РПЦЗ, митрополит Платон вновь заявил о своей подчинённости Московской церковной власти. Являясь фактически автономным, митрополит Платон в тот момент довольствовался такой самостоятельностью и старался de jure сохранять подчинение Москве. Уверения в том, что Североамериканский округ не планирует автокефалии, митрополит Платон посылал и в Москву. То же самое митрополит писал и архиепископу Вениамину (Федченкову). Удостоверение, необходимое митрополиту Платону для успеха своих тяжб, так и не было получено — митрополит Сергий в своем письме от 29 апреля 1929 года потребовал сначала подписку о лояльности большевикам. Однако для американского духовенства это было недопустимо: требование лояльности богоборческой власти внесло бы страшную смуту в жизнь возглавляемой митрополитом Платоном Североамериканской епархии. Паства митрополита Платона включала в себя значительное количество верующих, не имевших никакого отношения не только к СССР, но и к России вообще. Более того, США до 1933 года не имели дипломатических отношений с СССР, многие русские эмигранты были уже американскими гражданами, а потому лояльность, понимаемая в США как «беспредельная преданность» советским властям, жившим за океаном, воспринималась если не с возмущением, то, во всяком случае с недоумением. Митрополит Платон отложил предоставление подписки о лояльности на неопределённое время, после чего переписка прекратилась. 25 декабря 1929 года решением митрополита Платона (Рождественского) Алеутская и Североамериканская епархия была официально преобразована в Митрополичий округ в Северной Америке, но также часто употреблялось наименование Американская или Североамериканская митрополия.
В мае 1933 года в Нью-Йорк прибыл архиепископ Вениамин (Федченков), назначенный постановлением митрополита Сергия от 27 марта того же года временным экзархом Московской Патриархии для обследования и упорядочения дел Североамериканской епархии. Митрополит Платон уклонился от встреч с архиепископом Вениамином и 1 июня выступил с заявлением, подтверждающим автономный статус Североамериканской митрополии 11 сентября того же года Собор американских архиереев объявил об автономии (фактически независимости) Американской Церкви от Московской Патриархии до созыва законно избранного Всероссийского поместного собора. 16 августа 1933 года митрополит Сергий и Временный патриарший Священный синод приняли решение об отстранении митрополита Платона от управления Североамериканской епархией, запрещении его со всем подчинённым ему клиром в священнослужении и о назначении временно управляющим Североамериканской епархией архиепископа Вениамина. В ответ 11 сентября 1933 года митрополит Платон и подчинённые ему епископы объявили прещения митрополита Сергия незаконными. До созыва законного Всероссийского Собора Церковь в Америке объявлялась независимой. 22 ноября того же года архиепископ Вениамин был утверждён архиепископом Алеутским и Североамериканским, экзархом Московского Патриархата в Америке. В 1934 году в подчинение архиепископу Вениамину перешёл несогласный с руководством Североамериканской митрополии епископ Аляскинский Антонин (Покровский). К середине 1940-х годов архиепископ (с 1938 года — митрополит) Вениамин сумел объединить в рамках экзархата Московской Патриархии в Северной и Южной Америке около 50 приходов.

### Переговоры и присоединение к РПЦЗ
20 апреля 1934 года митрополит Платон скончался, после чего наметился процесс сближения Североамериканской митрополии и РПЦЗ. 26 июля того же года состоялась встреча временного управляющего Североамериканской митрополией архиепископа Сан-Францисского Феофила (Пашковского) с управляющим Североамериканской епархией РПЦЗ епископом Сан-Францисским Тихоном (Троицким) для обсуждения вопроса о восстановлении единства. Между тем в прессе, подконтрольной Североамериканской митрополии, о Русском Зарубежном Синоде продолжали писать как о неканоничном, а 10 августа 1934 года совещание иерархов Североамериканской митрополии отвергло объединение с РПЦЗ. 4 сентября 1934 года Архиерейский собор РПЦЗ, мало рассчитывая на объединение, принимал свои меры по упрочению своего положения в Северной Америке: Североамериканская епархия Зарубежной Церкви была разделена на Восточноамериканскую с центром в Нью-Йорке и Западноамериканскую с центром в Сан-Франциско. 13 сентября 1934 года Архиерейским собором РПЦЗ по инициативе архиепископа Анастасия (Грибановского) собор вынес постановление вынесено постановление: «Во свидетельство братского прощения, данного Собором почившему Митрополиту Платону, и совершенного примирения с ним, а также для облегчения путей, ведущих к восстановлению церковного единства в Америке, снять запрещение в священнослужении, лежащее на Епископах и клире так называемой платоновской юрисдикции».

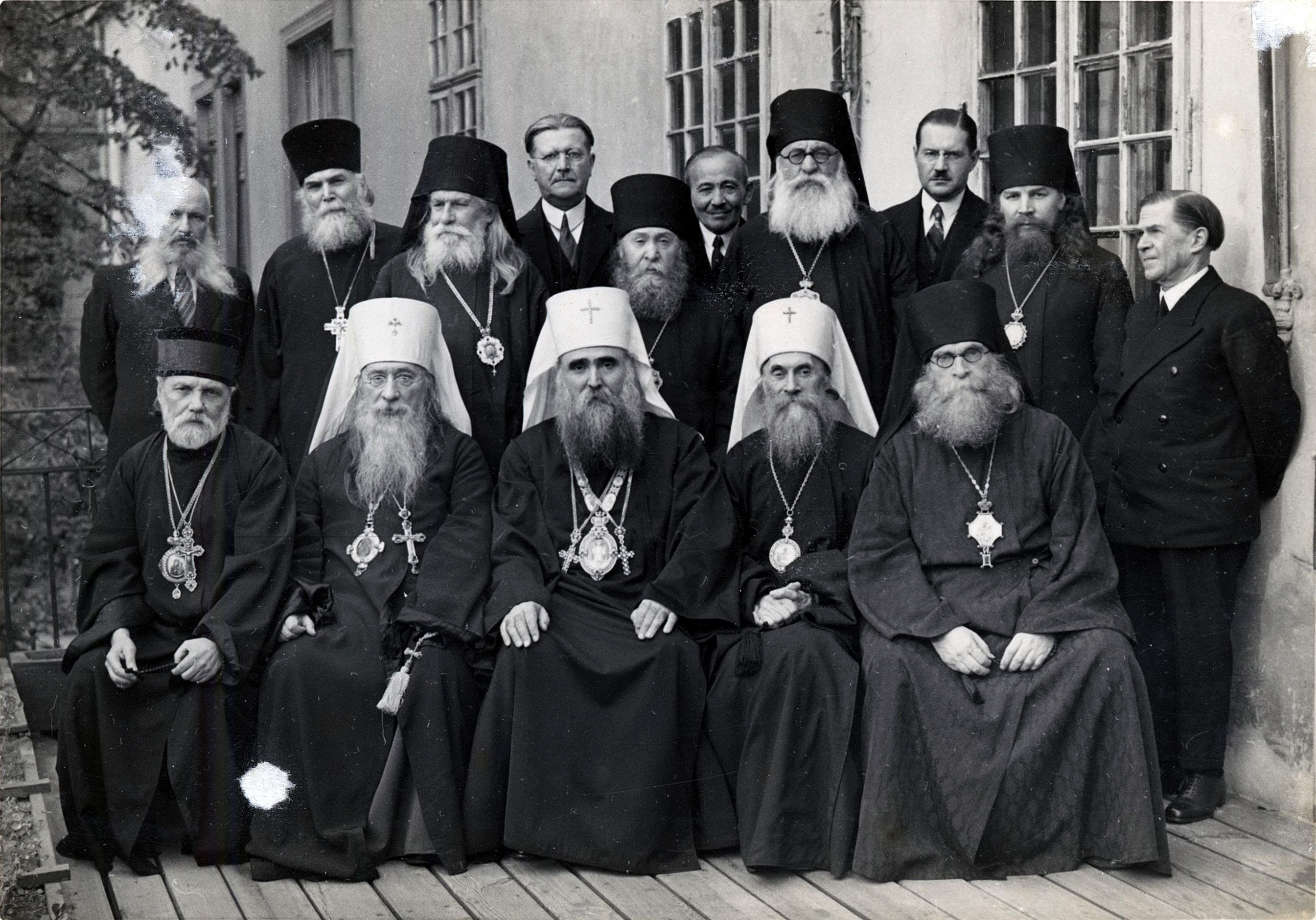
Совещание заграничных русских архиереев под председательством сербского патриарха Варнавы в Сремских Карловцах. В нижнем ряду: митрополит Феофил (Пашковский), митрополит Евлогий (Георгиевский), Патриарх Сербский Варнава, митрополит Анастасий (Грибановский), епископ Димитрий (Вознесенский)

20-23 ноября 1934 года в Кливленде состоялся V Всеамериканский собор, избравший архиепископа Феофила митрополитом всея Америки и Канады с сохранением титула архиепископа Сан-Францисского. Поскольку митрополит Феофил не отказался от односторонне провозглашённой самостоятельности Североамериканской митрополии, 5 января 1935 года патриарший местоблюститель митрополит Сергий (Страгородский) подтвердил наложенное на него и на духовенство Североамериканской митрополии запрещение в священнослужении. 16 января 1935 года Архиерейский синод РПЦЗ признал незаконным образование на Соборе в Кливленде «Временной автономии Русской Православной Церкви в Америке», незаконным признавалось возведение архиепископа Феофила (Пашковского) в сан митрополита как совершённое викарными епископами. Тем не менее, мирный процесс после этого не остановился. Митрополит Антоний (Храповицкий) сказал архиепископу Виталию перед его отъездом в Америку: «Скажи им, что мы не добиваемся властвования, но единства Церкви: пусть они живут по своим внутренним порядкам, мы туда не вторгаемся, а когда они обратятся по какому делу к нам, мы готовы им помочь». Такой подход дал результаты. 31 марта 1935 года в Покровском соборе в Нью-Йорке состоялось совместное богослужение, которое совершили митрополит Феофил (Пашковский), архиепископ Виталий (Максименко) и архиепископ Адам (Филипповский).
В октябре-ноябре 1935 года митрополит Феофил принял участие в Архиерейском Соборе РПЦЗ в Сремских Карловцах. Особую роль в объединении русской эмиграции сыграл патриарх Сербский Варнава. На Соборе были приняты «Временные положения о Русской Православной Церкви Заграницей», в которых утверждалось признание всеми частями Русской Зарубежной Церкви верховной власти Архиерейского Синода РПЦЗ. Согласно решениям Собора в Сремских Карловцах, в состав Североамериканской митрополии должны были войти Западно-Американская и Восточно американская епархии РПЦЗ в Северной Америке. В мае 1936 года в Питтсбурге под председательством митрополита Феофила состоялся Собор русских православных архиереев в Северной Америке с участием епископата Североамериканской митрополии и РПЦЗ, одобривший «Временные положения». Окончательно объединение структур Североамериканской митрополии и РПЦЗ было утверждено VI Всеамериканским Собором в Нью-Йорке 5-8 октября 1937 года, который принял «Временное положение об управлении Митрополичьим округом в Северной Америке». Согласно ему, Североамериканская митрополия находилась в подчинении Архиерейскому Синоду РПЦЗ в вопросах веры и канонического порядка, сохраняя за собой полную самостоятельность во внутрицерковных делах. Собор также принял важное решение об учреждении в Североамериканской митрополии духовных учебных заведений.
Согласно решениям Питтсбургского Собора 1936 года, произошло разделение Североамериканской митрополии на епархии. Фактически в объединённой митрополии сохранялось обособление приходов Североамериканской митрополии и РПЦЗ. Бывшие епархии РПЦЗ продолжали существовать на одной территории с новоучреждёнными епархиями митрополии. Архиепископ Тихон сохранил свою кафедру в Сан-Франциско, но титуловался теперь Западноамериканским и Сиэтлским, архиепископ Виталий возглавил Восточноамериканскую и Нью-Джерсийскую епархию с центром в Нью-Йорке. Приходы параллельно существовавшей Нью-Йоркской епархии находились под непосредственным управлением митрополита Феофила, сохранившего за собой и управление Сан-Францисской епархией. Правящими епархиальными архиереями становились прежние викарии — епископы Чикагский Леонтий (Туркевич), Детройтский Арсений (Чаговец), Аляскинский Алексий (Пантелеев), Питтсбургский Вениамин (Басалыга), Монреальский и Восточноканадский Иероним (Чернов), Эдмонтонский и Западноканадский Иоасаф (Скородумов). Перешедший в 1935 года в юрисдикцию Американской митрополии епископ Адам (Филипповский-Филипенко; с 1936 архиепископ) возглавил внетерриториальную Филадельфийскую и Карпаторусскую епархию. В Нью-Йорке была учреждена викарная Бруклинская кафедра, которую занял Макарий (Ильинский).
Достигнутое единство не было прочным. Архиереи Североамериканского округа после объединения с РПЦЗ считали себя незаслуженно обиженными. Например, архиепископы Адам (Филипповский) и Арсений (Чаговец), были недовольны уменьшением количества своих приходов, доставшихся архиереям из РПЦЗ, а также расценивали объединение как поражение Североамериканской митрополии. С другой стороны, иерархи РПЦЗ, подчинившиеся митрополиту Феофилу, были недовольны, что он серьёзно ограничил их права. Однако Архиерейский синод РПЦЗ ради сохранения единства с митрополитом Феофилом старался не реагировать на их жалобы. Желание освободиться от контроля со стороны Архиерейского Синода РПЦЗ было связано и с неприятием великорусских идей. Как отмечал Дмитрий Поспеловский, что «для большинства православных американцев, в основном западноукраинского происхождения, группа эмигрантских епископов-монархистов, сидящих в Югославии, ничего не значила»

### Северо-Американская митрополия в составе РПЦЗ

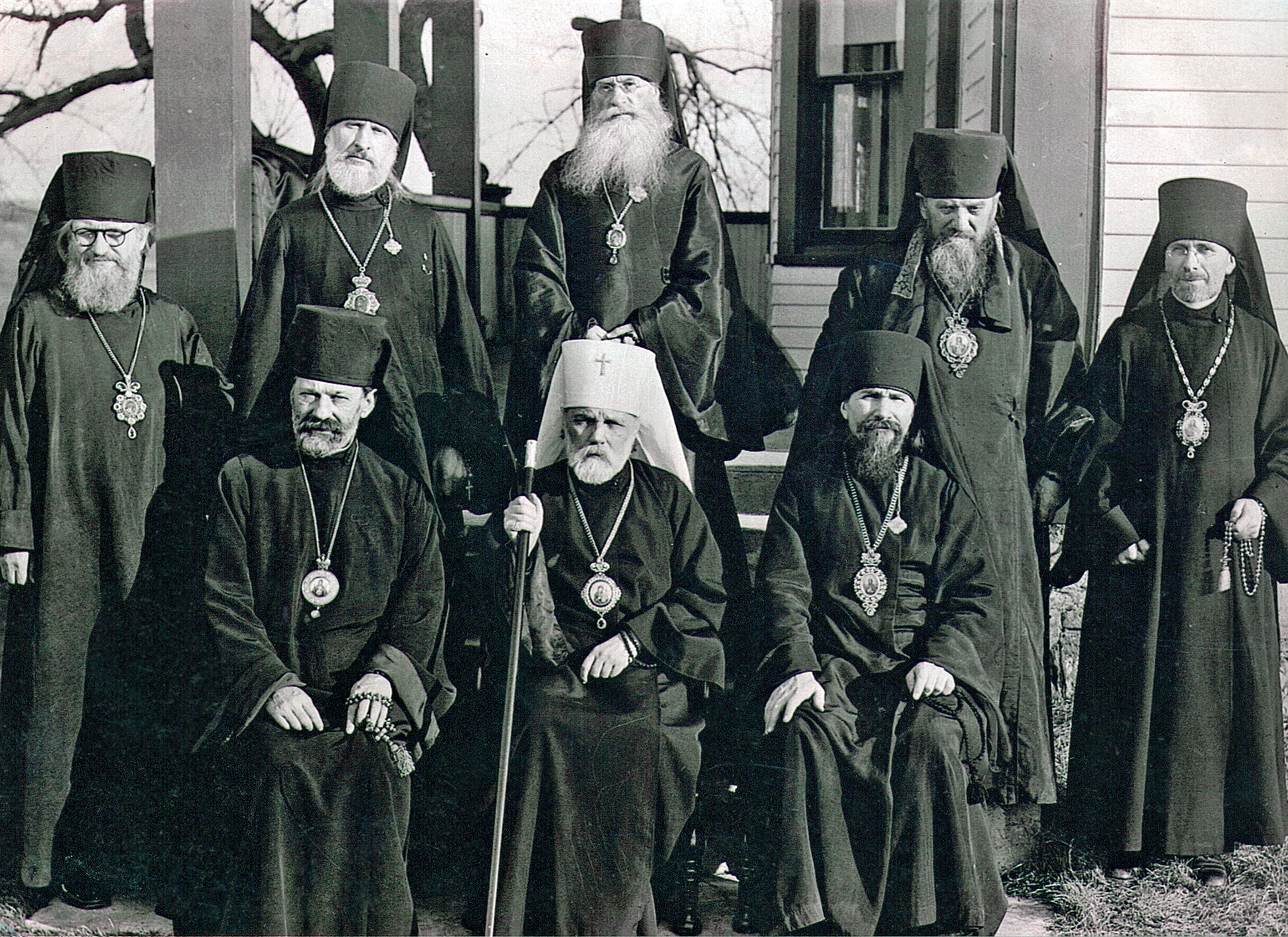
Иерархи Северо-Американской митрополии в составе РПЦЗ в конце 1930-х годов. Сидят: архиепископ Адам (Филипповский), митрополит Феофил (Пашковский), архиепископ Виталий (Максименко); Стоят: епископ Макарий (Ильинский), епископ Леонтий (Туркевич), епископ Иероним (Чернов), епископ Арсений (Чаговец), епископ Вениамин (Басалыга)

После объединения РПЦЗ с Североамериканской митрополией количество приходов РПЦЗ в Северной Америке достигло порядка 300. С 1936 года в Джэксон-Хайтс (штат Нью-Йорк) возобновилось регулярное издание официального печатного органа Североамериканской митрополии «Русско-американский православный вестник». В это же время в Нью-Йорке в специально приобретённом здании был устроен Покровский кафедральный собор, заменивший захваченный обновленцами Николаевский храм. В 1938 года был решён вопрос с духовным образованием в Северо-Американской митрополии: были открыты Свято-Владимирская духовная семинария в Нью-Йорке, ставшая главным богословским центром Северо-Американской митрополии, и пастырское училище в монастыре Тихона Задонского в Саут-Кейнане, штат Пенсильвания.
Во время второй мировой войны фактически прервалась связь Североамериканской митрополии с Архиерейским синодом РПЦЗ, который оказался на территории, контролируемой нацистской Германией. Благодаря союзническим отношениям США и СССР стали налаживаться контакты Североамериканской митрополии с Московским Патриархатом. 27—28 октября 1943 года Архиерейский Собор Североамериканской митрополии предписал поминать в молитвах о восточных патриархах и патриарха Сергия, избранного 8 сентября 1943 года, правда наряду с митрополитом Анастасием (Грибановским). Пресса Североамериканской митрополии также отзывалась о Московской Патриархии положительно. Митрополит Феофил направил патриарху Сергию поздравительное послание, в котором выразил надежду на то, что новый патриарх с пониманием отнесётся к проблемам Американской Церкви. После кончины патриарха Сергия 15 мая 1944 года митрополит Феофил вместе с собранием духовенства и мирян митрополии издал распоряжение о вознесении за богослужениями имени патриаршего местоблюстителя митрополита Алексия (Симанского), избранного 2 февраля 1945 патриархом Московский и всея Руси. Но в приходах, которые подчинялись архиереям, поставленным Архиерейским Синодом РПЦЗ, предстоятели РПЦ за богослужениями, как правило, не поминались. Во время войны постепенно увеличивалось число приходов, перешедших под управление патриаршего экзарха митрополита Вениамина. В 1944 года в юрисдикцию РПЦ перешёл архиепископ Филадельфийский Адам.
Делегация Североамериканской митрополии во главе с епископом Аляскинским Алексием получила приглашение на Поместный Собор Русской православной церкви 31 января — 2 февраля 1945 года, но прибыла в Москву уже после окончания соборных заседаний. Несмотря на внешнюю приветливость, предстоятель Русской православной церкви дал понять, что не считает Североамериканскую митрополию законной структурой. Это выразилось среди прочего в том, что делегации было запрещено отслужить панихиду на могиле Патриарха Тихона. На переговорах с патриархом Алексием I была достигнута принципиальная договорённость о воссоединении Североамериканской митрополии с РПЦ на правах автономии, однако вопрос о пределах самостоятельности митрополии оставался нерешённым. 14 февраля 1945 года Священный синод РПЦ изложил условия принятия Североамериканской митрополии — созыв Всеамериканского собора под председательством посланника Московской Патриархии архиепископа Алексия (Сергеева), прекращение «политических выступлений против СССР», избрание предстоятеля митрополии. В качестве такового предлагались экзарх Московского Патриархата в Северной Америке митрополит Вениамин (Федченков) или архиепископ Алексий (Сергеев). Собор мог выдвинуть на этот пост и своего иерарха, однако его кандидатура могла быть отклонена Московской Патриархией, если он «будет признан несоответствующим». В указе выдвигалось требование к епископату и клиру Североамериканской митрополии прервать отношения с Архиерейским синодом РПЦЗ. В случае принятия этих условий Собором архиереев Североамериканской митрополии с епископата и клира Североамериканской митрополии снималось наложенное Московской Патриархией в 1933 году запрещение в священнослужении.

Феофил (Пашковский) в 1940 году

24 мая 1945 года Собор американских архиереев официально заявил о невозможности объединения с Московской Патриархией. Собор оставил в силе «Временное положение об управлении Митрополичьим округом в Северной Америке» 1937 года в части отношений с Архиерейским Синодом РПЦЗ, но создал комитет по подготовке Всеамериканского собора для обсуждения вопроса о воссоединении с Московским патриархатом. При этом Собор заявил о восстановлении отношений с Архиерейским синодом Русской зарубежной церкви. В сентябре 1945 года в США прибыл архиепископ Алексий (Сергеев). 25 октября он встретился с митрополитом Феофилом, который обусловил воссоединение Североамериканской митрополии с РПЦ утверждением его предстоятелем Американской Церкви и невмешательством Московской патриархии во внутренние дела митрополии. Патриарх Алексий I после сообщения о встрече телеграфировал архиепископу Алексию: «Условия Митрополита Феофила признаю неприемлемыми». 8 ноября состоялась новая встреча митрополита Феофила с архиепископом Алексием, который предложил предстоятелю Североамериканской митрополии выполнить требования Московской Патриархии: признать патриарха Алексия I своим предстоятелем, разорвать все отношения с Архиерейским Синодом РПЦЗ и созвать в ближайшее время Всеамериканский собор. На этих условиях Московская Патриархия была готова снять с митрополита Феофила запрещение в священнослужении и принять в Москве возглавляемую им делегацию для обсуждения вопросов объединения Церквей. Митрополит Феофил высказался за то, чтобы отложить дальнейшие переговоры до проведения очередного Собора архиереев Североамериканской митрополии, на который был приглашён архиепископ Алексий.
В октябре 1945 года по ходатайству митрополита Феофила Архиерейский Синод РПЦЗ возвёл епископов Чикагского и Миннеапольского Леонтия (Туркевича) и Западноканадского и Калгарского Иоасафа (Скородумова) в сан архиепископов. В декабре 1945 года по ходатайству митрополита Феофила Архиерейский Синод принял решение об архиерейской хиротонии архимандрита Иоанна (Злобина) во епископа Ситкинского и Аляскинского. Даже второй человек в Североамериканской митрополии, архиепископ Леонтий (Туркевич), известный своим стремлением к независимости от РПЦЗ, в тот момент признавал, что лучше подчиняться ей, чем московской церковной власти. Митрополит Феофил направил предстоятелю РПЦЗ митрополиту Анастасию телеграмму с предложением распустить Архиерейский Синод и передать его полномочия органам управления Североамериканской митрополии в связи с перемещением после второй мировой войны в Северную Америку большинства русских эмигрантов из Европы и Китая. Также в телеграмме говорилось о необходимости воссоединения всей Зарубежной Церкви с Московским Патриархатом. Митрополит Анастасий ответил на оба предложения отказом: «Подавляющее большинство архиереев, духовенства и верующих, эвакуировавшихся в Европу, решительно против единения с Патриархией, которая несвободна. Существование Синода необходимо для поддержания единства русских православных приходов за границей и предотвращения анархии. Администрация Американской Церкви не может заменить Архиерейский Синод».
19-21 декабря 1945 года в Чикаго состоялся собор архиереев Североамериканской митрополии, на котором 20 декабря был заслушан доклад архиепископа Алексия; к участию в соборных заседаниях он допущен не был. Условиями снятия с клира Североамериканской митрополии запрещения в священнослужении были: принятие юрисдикции РПЦ и прекращение отношений с РПЦЗ. Участники Собора заявили о непризнании наложенного на них запрещения и отказались обсуждать условия его снятия. Тем не менее, большинство из участвовавших в Соборе 11 архиереев высказались за воссоединение на принципах автономии с Московским Патриархатом. Решительно против этого выступили четыре архиерея, поставленные Архиерейским Синодом РПЦЗ: архиепископы Восточноамериканский Виталий (Максименко), Западноамериканский Тихон (Троицкий), Канадский Иоасаф (Скородумов) и епископ Детройтский Иероним (Чернов). Собор архиереев принял решение о созыве Всеамериканского Собора духовенства и мирян для решения вопроса о взаимоотношениях с РПЦ. В начале 1946 года при посредничестве архиепископа Алексия в юрисдикцию Московского Патриархата перешли епископы Аляскинский Алексий (Пантелеев) и Бруклинский Макарий (Ильинский), исключённые из списка архиереев митрополии. В марте того же года архиепископ Алексий отбыл из США. 19 апреля патриарх Алексий I разрешил совершать панихиды по первому предстоятелю Североамериканской митрополии митрополиту Платону, что означало посмертное снятие с него церковного прещения.
Североамериканская митрополия в 1946 году рассматривала вопрос о подчинении себе приходов РПЦЗ во всём мире. По свидетельству архиепископа Виталия (Максименко), руководство митрополии обращалось к митрополиту Анастасию с предложением уйти на покой, а приходы Зарубежной Церкви передать в подчинение митрополита Феофила. Был составлен проект создания Комитета из семи человек для управления всеми зарубежными русскими приходами. Однако митрополит Анастасий отказался от такого пути как нарушающего его долг перед Церковью. В марте 1946 года руководство оставшейся без архипастырского окормления Японской православной церкви обратилось к патриарху Алексию I с просьбой о воссоединении с Русской православной церковью, однако в лету того же года руководство Японской православной церкви пришло к мысли о нежелательности возобновления связей с Московским Патриархатом. 31 октября — 1 ноября 1946 года в Нью-Йорке состоялся Малый Архиерейский собор Североамериканской митрополии, на котором было решено направить в Японию епископа Питтсбургского и Западной Вирджинии Вениамина (Басалыгу). 28 ноября Консистория в Японии окончательно решила принять епископа от митрополита Феофила. 6 января 1947 года епископ Вениамин прибыл в Японию. Посланные Патриархом Алексием I епископы Сергий (Ларин) и Борис (Вик), более месяца прождав во Владивостоке выдачи виз, вынуждены были вернуться, не выполнив своей миссии.

### Выход из РПЦЗ и взаимоотношения с Московским Патриархатом
26-29 ноября 1946 года в Кливленде состоялся VII Всеамериканский собор, который подтвердил «нерушимую веру и лояльность» митрополиту Феофилу. На заседании 28 ноября после острой полемики между сторонниками и противниками нормализации отношений с Московской Патриархией большинством голосов (187 против 61) была принята резолюция, предлагавшая «просить его святейшество Патриарха Московского воссоединить нас в своё лоно и пребывать нашим духовным отцом при условии сохранения нашей полной автономии, существующей в настоящее время». В отдельном постановлении Кливлендского собора заявлялось, что в случае несогласия РПЦ на предоставление автономного статуса Американской Церкви она не перейдёт в юрисдикцию РПЦ, «покуда Московский Патриархат не сочтёт возможным принять выдвинутые условия и даровать нам то, что мы требуем». Кливлендский Собор постановил прекратить административное подчинение Американской митрополии Архиерейскому Синоду РПЦЗ, поскольку «священноначалие патриаршее несовместимо с священноначалием Заграничного Синода Русской Православной Церкви». Участвовавшие во Всеамериканском Соборе архиепископ Виталий (Максименко), архиепископ Тихон (Троицкий), архиепископ Иоасаф (Скородумов) и епископ Иероним (Чернов) отказались признавать соборное решение о выходе из юрисдикции Архиерейского синода РПЦЗ. 19 декабря 1946 года Собор епископов Североамериканской митрополии во главе с митрополитом Феофилом признал выбывшими из состава митрополии архиепископов Виталия, Тихона, Иоасафа и епископа Иеронима. Североамериканская митрополия тут же постаралась рукоположить вместо выбывших архиереев новых епископов. 30 марта 1947 года был рукоположен во епископа Монреальского и Восточно-Канадского Антоний (Терещенко), 11 мая 1947 был рукоположен во епископа Бруклинского архимандрит Иоанн (Шаховской), 7 декабря 1947 года во епископа Питсбургского и Западно-Виргинского был поставлен архимандрит Дионисий (Дьяченко).
В января 1947 года митрополит Феофил и патриарх Алексий I обменялись телеграммами. На сообщение предстоятеля Североамериканской митрополии о решениях Кливлендского Собора патриарх ответил, что приветствует их и не имеет принципиальных возражений против автономии Православной Церкви в Америке. Патриарх известил митрополита Феофила о том, что для переговоров с ним в США будет направлен в качестве патриаршего представителя митрополит Ленинградский и Новгородский Григорий (Чуков). Патриарх просил митрополита Феофила сослужить митрополиту Григорию, что косвенно означало снятие с епископата Североамериканской митрополии церковных прещений. Однако дальнейшие контакты между Московской Патриархией и Американской митрополией не получили развития. Негативно на взаимоотношения сторон повлияло инициирование в апреля 1947 года митрополит Феофилом судебного процесса о праве собственности на кафедральный Николаевский собор в Нью-Йорке, обновленческий клир которого в октябре 1945 года перешёл под омофор патриаршего экзарха митрополита Вениамина (Федченкова). Община Московского Патриархата была вынуждена временно оставить собор, окончательно признанный принадлежащим РПЦ только в 1960 года, после несколько судебных процессов. 17 июля 1947 года митрополит Григорий прибыл в Нью-Йорк. По случаю прибытия патриаршего представителя был отслужен совместный молебен. Однако митрополит Феофил уклонился от встречи с митрополитом Григорием, не отвечал на его письменные обращения и вскоре отбыл в Сан-Франциско. В августе того же года состоялись переговоры митрополита Григория с представлявшими Американскую митрополию епископами Монреальским Антонием (Терещенко) и Бруклинским Иоанном (Шаховским). Митрополиту Григорию был вручён принятый Митрополичьим советом 7 августа 1947 года проект положения об управлении автономной Русской Церковью в США и Канаде. Согласно проекту, патриарх Московский и всея Руси признавался духовным главой Американской Церкви в делах веры и догматов, но никаких административных прав он не получал; Всеамериканские соборы и Соборы епископов обязывались только извещать патриарха о своих решениях.
В составленном 14 августа 1947 года митрополитом Григорием ответном обращении к руководству Североамериканской митрополии говорилось, что Московская Патриархия не может согласиться на принятие проекта Митрополичьего совета, как не соответствующего церковным канонам, поскольку проект устанавливает между Североамериканской митрополией и РПЦ только мнимую, номинальную связь, лишая предстоятеля поместной Церкви канонического права утверждения решений органов власти Североамериканской митрополии и предлагая по существу не автономное, а автокефальное управление. Московская патриархия не видела оснований для предоставления Североамериканской митрополии автокефалии. Митрополит Григорий передал представителям Североамериканской митрополии проект постановления Московской Патриархии о статусе Американской церкви, предполагающий утверждение избранного Всеамериканским собором митрополита патриархом и Священным синодом РПЦ, участие делегатов митрополии в поместных соборах РПЦ, сохранение за Патриархией статуса высшей судебной инстанции для Североамериканской митрополии. Московская Патриархия признавала полную самостоятельность митрополии во внутренних делах, нераспространение на Североамериканскую митрополию правовых норм, определявших существование РПЦ в СССР, и не настаивала, как раньше, на требованиях выражения лояльности к советскому правительству. Митрополит Григорий заявил, что данные предложения являются последними уступками, на которые готова пойти Московская Патриархия в вопросе об автономности Американской Церкви, и призвал к продолжению переговоров. Ответа не последовало. 22 ноября в Сан-Франциско под председательством митрополита Феофила прошёл Собор архиереев Североамериканской митрополии, принявший решение «отложить оформление канонической связи Северо-Американской Церкви с Московской Патриархией до более благоприятного времени… Жить на прежнем основании, осуществляя полную автономию в своей церковной жизни». В конце ноября митрополит Григорий покинул США. Сам митрополит Феофил в интервью разъяснил своё понимание церковной автономии, заявляя, что отношения Североамериканской Церкви с Московским Патриархатом будут строиться по образцу отношений между Епископальной церковью США и Церковью Англии, которые административно независимы друг от друга.
12 декабря 1947 года патриарх Алексий I и Священный Синод РПЦ постановили предать митрополита Феофила суду Собора епископов и оставить в силе наложенное на него в января 1935 года и условно снятое в января 1947 года запрещение в служении «за упорное противление призывам Матери-Церкви к общению; за вовлечение своей паствы в раскол, вопреки желанию самой паствы, выразившемуся в постановлении Кливлендского Собора». Это постановление распространялось на архиепископа Чикагского Леонтия (Туркевича), епископов Аляскинского Иоанна (Злобина), Бруклинского Иоанна (Шаховского) и перешедшего в сентября 1947 года в юрисдикцию Североамериканской митрополии епископа Никона (де Греве). Монреальский епископ Антоний (Терещенко) к тому времени скончался и не подпал под запрещение. Также не были запрещены в священнослужении епископ Вениамин (Басалыга), с января 1947 года пребывавший в Японии, и сменивший его в декабря того же года на Питтсбургской кафедре епископ Дионисий (Дьяченко). С конца 1947 года в храмах Североамериканской митрополии прекратилось вознесение за богослужением имени патриарха Алексия I. Контакты Североамериканской митрополии с Московским Патриархатом были надолго прерваны. Таким образом, к началу 1950-х годов русские православные приходы на территории Северной Америки оказались разделены между тремя юрисдикциями: Экзархатом Московской Патриархии в Северной и Южной Америке (около 50 приходов), Североамериканской митрополией (около 500 приходов) и Русской зарубежной церковью (первоначально около 40 приходов).
15 января 1948 года протопресвитер Константин Изразцов, ранее долгое время управлявший приходами РПЦЗ в Аргентине, обратился к митрополиту Феофилу (Пашковскому) с прошением о принятии в юрисдикцию Северо-Американской митрополии, 27 января он был принят вместе с общиной и подчинённым духовенством. В сентябре 1948 года при посредничестве Константина Изразцова из РПЦЗ в Северо-Американскую митрополию перешёл викарный епископ Парагвайский Леонтий (Филиппович), принятый с титулом епископа Аргентинско-Парагвайского, однако 7 сентября 1949 года епископ Леонтий вернулся в РПЦЗ. В 1949 году в юрисдикцию Северо-Американской митрополии перешли архиереи, оказавшиеся во время второй мировой войны на оккупированной территории и эмигрировавшие на Запад, — бывший епископ Рижский Иоанн (Гарклавс), назначенный на Детройтскую кафедру и бывший епископ Донецкий Димитрий (Маган), также занимавший в РПЦЗ Венскую кафедру, назначенный на Бостонскую кафедру.

### Североамериканская митрополия при митрополите Леонтие (Туркевиче)

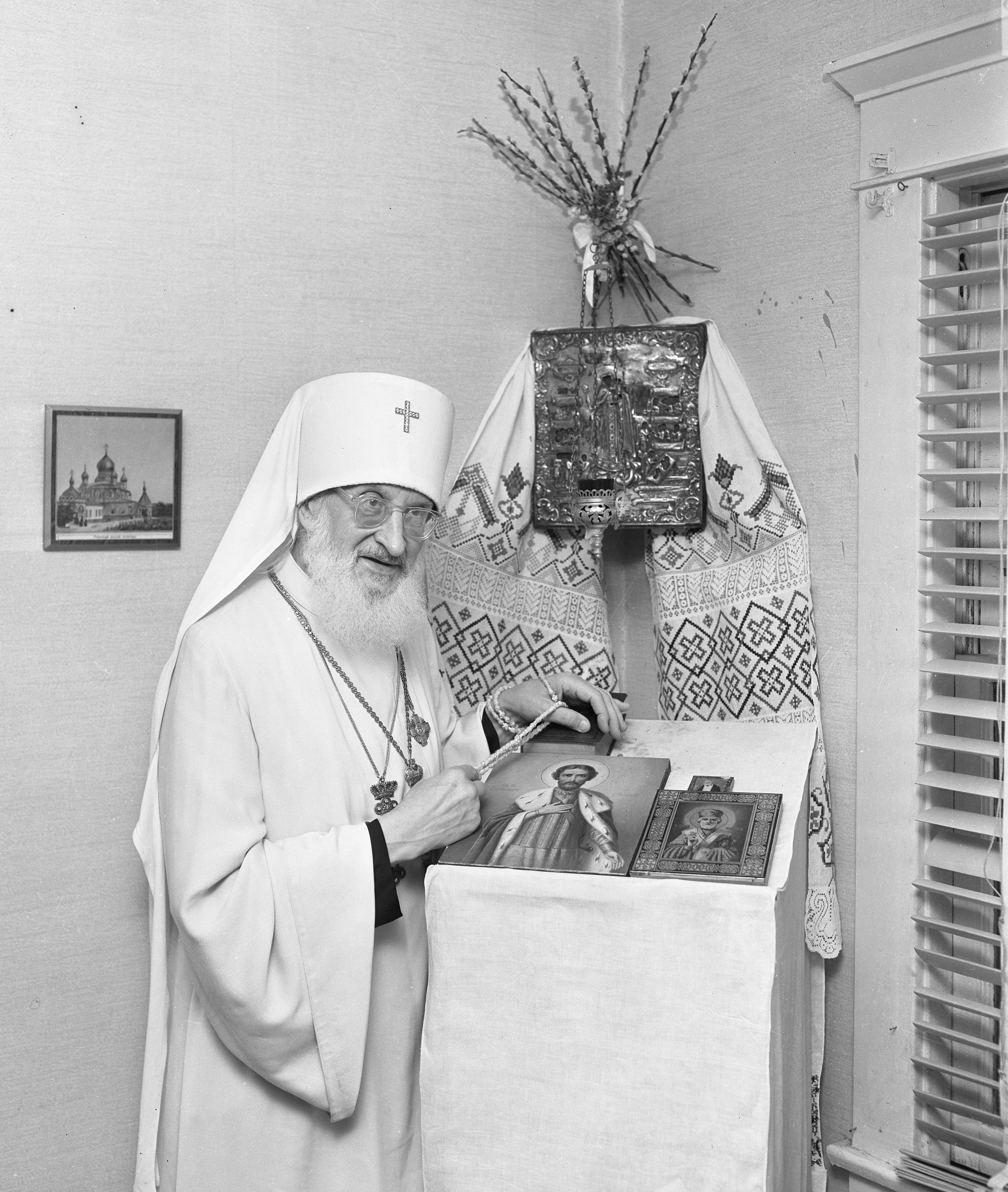
Митрополит Леонтий (Туркевич). 1952 год.

Созванный из-за кончины митрополита Феофила VIII Всеамериканский собор 5-8 декабря 1950 года в Нью-Йорке избрал архиепископа Чикагского Леонтия (Туркевича) новым предстоятелем Северо-Американской митрополии с титулом «архиепископ Нью-Йоркский и митрополит всея Америки и Канады». Разрыв с Московским патриархатом привёл к очередному сближению с РПЦЗ. 11 декабря того же года в Нью-Йорке состоялись переговоры митрополитов Леонтия (Туркевича) и Анастасия (Грибановского). В итоговом протоколе встречи было записано, что «после обсуждения практических путей для церковного единства иерархи Русской Зарубежной Церкви совместно с иерархами Американской Митрополии согласно признали, что наиболее целесообразным для данного времени является сохранение существующих организаций Русской Православной Церкви за границей и Американской Митрополии, которые будут существовать параллельно, но находиться в тесном братском сотрудничестве между собою». При митрополите Анастасие отношения между РПЦЗ и ПЦА были далеки от открытой вражды. Однако отношения осложнились из-за споров о принадлежности храмов и разного отношения к экуменизму: в отличие от РПЦЗ, где к экуменизму относились всё более настороженно, Северо-Американская митрополия активно участвовала в экуменистической деятельности, вступив в 1950 году в Национальный совет церквей, а в 1954 году — во Всемирный совет церквей.
Митрополит Леонтий реорганизовал управление Северо-Американской митрополии. Через каждые три года стали созываться Всеамериканские соборы, которые являлись высшим органом власти Северо-Американской митрополии. На IX Всеамериканском Соборе 8-10 ноября 1955 года был утверждён Устав митрополии, образованы органы высшего управления — Архиерейский Синод и Совет митрополии. С 1951 года велось строительство нового кафедрального храма Северо-Американской митрополии — Николаевского собора в Вашингтоне (нижняя часть храма была завершена в 1954, верхняя — в 1962). Была учреждена викарная Вашингтонская кафедра Нью-Йоркской епархии, которую занял епископ Иона (Штальберг). Тем самым была начата подготовка к перенесению митрополичьей кафедры из Нью-Йорка в столицу США. 31 декабря 1957 года было приобретено поместье Грисволд в Сайоссете, штат Нью-Йорк, с 15 акрами земли, где в 1958 году была обустроена резиденция предстоятеля ПЦА и канцелярия.
В марте 1960 года в юрисдикцию Северо-Американской митрополии перешли около 50 общин румынской Североамериканской епархии, ранее отделившейся от Румынской православной церкви. Управлявший румынскими приходами епископ Валериан (Трифа) был 3 апреля 1960 года перерукоположен и получил титул «Детройтский и Мичиганский». Румынская епархия (епископия) имела в Североамериканской митрополии автономный статус, её приходы продолжали использовать за богослужением румынский язык.
В 1960-х годами возобновились контакты между Северо-Американской митрополией и Московским патриархатом. На III Генеральной ассамблее Всемирного совета церквей в Дели в ноябре-декабре 1961 года состоялась неофициальная встреча главы делегации Русской православной церкви архиепископа Ярославского Никодима (Ротова) с представителем Североамериканской митрополии архиепископом Сан-Францисским Иоанном (Шаховским). В марте 1963 года архиепископ Никодим в ходе визита в США посетил Свято-Владимирскую духовную семинарию в Нью-Йорке и митрополичью резиденцию в Сайоссете, где встретился с митрополитом Леонтием (Туркевичем). В августе того же года во время сессии ЦК ВСЦ в года Рочестер (штат Нью-Йорк) архиепископ Никодим вёл неофициальные переговоры о нормализации отношений Московского Патриархата и Северо-Американской митрополии с архиепископом Иоанном, протоиереями Александром Шмеманом и Иоанном Мейендорфом. Однако в тот период сторонам не удалось достичь взаимоприемлемого соглашения, и контакты между Северо-Американской митрополии и РПЦ были вновь прекращены на несколько лет.
В мае 1964 года новым первоиерархом РПЦЗ становится митрополит Филарет (Вознесенский), при котором отношения РПЦЗ и Северо-Американской митрополии сразу же стали деградировать. Поводом для недовольства стал отказ Северо-Американской митрополии признать канонизацию праведного Иоанна Кронштадтского, как совершённую «временной церковной единицей». В Северо-Американской митрополии считали, что воздать должное Иоанну Кронштадтскому, как и новомученикам, вправе только Московский Патриархат. Ещё одной претензией к Североамериканской митрополии было то, что в ней разрешалось приходам служить по новому стилю. Выражением нового курса РПЦЗ стало решение не посылать своих представителей на погребение умершего 14 мая 1965 года предстоятеля Североамериканской митрополии митрополита Леонтия (Туркевича). Контакты первоиерархов РПЦЗ и Северо-Американской митрополии становились эпизодичными и церковного характера уже не носили, хотя в политических акциях, например, в антисоветских «Днях непримиримости», архипастыри участвовали. Разобщению способствовало и то, что к середине 1960-х годов уже ясно определилась американизация Северо-Американской митрополии, которая постепенно теряла черты русской эмигрантской Церкви. Всё большее число приходов совершали богослужение на английском языке, заметную часть паствы составляли принявшие Православие американцы и канадцы, не связанные происхождением с исторической Россией.

### Североамериканская митрополия при митрополите Иринее (Бекише)

Митрополит Ириней (Бекиш)

XII Всеамериканский Собор 23 сентября 1965 года избрал викарного архиепископа Бостонского и Новой Англии Иринея (Бекиша) архиепископом Нью-Йоркским, митрополитом всей Америки и Канады. На XIII Всеамериканском Соборе 14-16 ноября 1967 года большинством голосов было решено изменить официальное название митрополии: «Русская православная греко-кафолическая церковь Америки» стала именоваться «Православной церковью Америки». Собор разрешил приходам по их желанию и согласию правящего архиерея переходить на григорианский календарь. Митрополит Ириней предпринял усилия по нормализации канонического положения Североамериканской митрополии. В мае 1966 года протоиерей Александр Шмеман посетил Константинопольского патриарха Афинагора, чтобы обсудить возможность объединения Североамериканской митрополии с Американской архиепископией Константинопольского Патриархата с последующим предоставлением им автокефалии. Патриарх Афинагор отказался обсуждать подобный план, заявив, что каноническую проблему Североамериканской митрополии должен решать Московский Патриархат. Когда Московская Патриархия выразила протест по поводу участия в хиротонии 6 мая 1967 года Вашингтонского епископа Феодосия (Лазора) архиереев Американской архиепископии Константинопольского Патриархата, патриарх Афинагор предписал главе своей архиепископии в Америке архиепископа Иакову (Кукузису) воздержаться от евхаристического общения с Североамериканской митрополии. Однако вскоре сослужения клириков Константинопольского Патриархата и Северо-Американской митрополии возобновились.
3 января 1968 года митрополит Ириней обратился к патриарху Алексию I с открытым письмом, в котором обосновал невозможность возвращения Североамериканской митрополии в подчинение Московской Патриархии, приведя в пример Румынскую, Болгарскую и Сербскую епархии в Америке, где попытки «попытки восстановить прямую каноническую связь с Матерями-Церквами окончилась расколом и недопустимым церковным беспорядком». По мнению митрополита Иринея, возглавляемая им Церковь имеет право на самостоятельность как Церковь американского народа. Учитывая то, что Северо-Американская митрополия могла влиться в состав Константинпольского патриархата, получив там автономию, в Москве реально взглянули на ситуацию и были вынуждены признать, что Североамериканская митрополия ушла из ведения Русской Церкви навсегда. Надежды контролировать американское православие больше не было. Было понятно, что Североамериканская митрополия всё равно получит канонический статус — если не от Москвы, то от Константинополя. Подобное означало бы, что шанс влиять на новую автономную Церковь будет потерян. В июле 1968 года, во время IV Генеральной ассамблеи ВСЦ в Уппсале (Швеция), митрополит Ленинградский Никодим (Ротов) встретился с представителями Североамериканской митрополии — архиепископом Иоанном (Шаховским), протоиереем Иоанном Мейендорфом и профессором С. С. Верховским. 21 января и 3 февраля 1969 года в Нью-Йорке прошли предварительные консультации между делегацией Московского патриархата во главе с митрополитом Никодимом (Ротовым) и делегацией Североамериканской митрополии во главе с епископом Филадельфийским Киприаном (Борисевичем). По итогам официальных переговоров 24-25 августа в Женеве и 28 ноября в Токио стороны пришли к соглашению о даровании Московским Патриархатом Американской митрополии статуса автокефалии, а также об отказе Североамериканской митрополии от Японской православной церкви и о переходе её в юрисдикцию Русской православной церкви с предоставлением автономии. После того, как переговоры Североамериканской митрополии с Москвой стали достоянием общественности, и без того непрочные связи с РПЦЗ порвались.
31 марта 1970 года митрополит Никодим (Ротов) от Московского Патриархата и митрополит Ириней (Бекиш) от Североамериканской митрополии подписали соглашение, которое легло в основу единства. В тот же день Большой Собор архиереев Североамериканской митрополии одобрил этот документ и уполномочил митрополита Иринея направить патриарху Алексию и Священному синоду Русской православной церкви обращение о желательности предоставления автокефалии. 9 апреля 1970 года Священный Синод Русской православной церкви принял решение снять прещения с иерархов Североамериканской митрополии, наложенные 12 декабря 1947 года, а Североамериканская митрополия ради получения автокефалии согласилась считать те прещения в свой адрес законными. 10 апреля 1970 года на расширенном заседании Священного Синода Русской православной церкви на основании опроса всех правящих и викарных архиереев Московского Патриархата Североамериканской митрополии была предоставлена автокефалия. В тот же день патриарх Алексий I подписал томос об автокефалии. Патриарший экзархат в Северной Америке упразднялся, однако большинство его приходов в США и Канаде остались в юрисдикции РПЦ, в том числе Николаевский собор в Нью-Йорке, который получал статус представительства РПЦ в Америке. 18 мая 1970 года в Москве патриарший местоблюститель митрополит Пимен (Извеков) вручил томос об автокефалии ПЦА епископу Аляскинскому Феодосию (Лазору).

## Православная церковь в Америке

### ПЦА при митрополите Иринее (Бекише)
Одной из первых автокефалию ПЦА признала Грузинская православная церковь; официальные заявления о признании автокефалии ПЦА были получены также от Православной Церкви Чешских земель и Словакии (26 апреля 1970), Болгарской православной церкви (7 июля), Польской православной церкви (14 июля); 9 июля поздравительное письмо митрополиту Иринею направил предстоятель Финляндской православной церкви (в юрисдикции Константинопольского Патриархата) архиепископ Павел (Олмари). Сдержанную позицию выразил Антиохийский Патриархат: в письме патриарха Антиохийского и всего Востока Илии IV от 22 июля 1971 года выражалась «большая заинтересованность» в том, чтобы в Америке была своя автокефальная Православная Церковь, однако, по мнению патриарха, даровать её «после консультации и соглашения друг с другом могли только все Поместные Православные Церкви». Такой же сдержанной позиции придерживаются Румынская, Сербская и Албанская Православные Церкви, что, однако, не стало препятствием евхаристическому общению и сотрудничеству этих Церквей с ПЦА. Лишь с Русской зарубежной церковью отношения окончательно расстроились: хотя сослужения между ПЦА и РПЦЗ и без того были редкостью, 16 сентября 1971 года Архиерейский собор РПЦЗ предписал как духовенству, так и мирянам не служить и не молиться с иерархией и клиром ПЦА. Предоставление автокефалии было названо незаконным и недействительным.
Одним из первых после обретения автокефалии крупных деяний ПЦА стало открытие мощей и прославление просветителя Америки преподобного Германа Аляскинского, который был причислен к лику святых решением
Большого Собора Североамериканской митрополии 11 марта 1969 года. Прославление преподобного Германа состоялось 8-9 августа 1970 года на острове Кадьяк, где подвизался преподобный. 20-22 октября 1970 года в Свято-Тихоновском монастыре в Саут-Кейнане, штат Пенсильвания, состоялся Первый Всеамериканский собор ПЦА (он же последний, Четырнадцатый всеамериканский собор Североамериканской митрополии). Собор торжественно провозгласил автокефалию ПЦА, утвердил новое название Церкви и принял Конституцию, определяющую правовое положение ПЦА до утверждения Устава. Согласно Конституции ПЦА, высшей канонической властью в Церкви обладал Синод, а законодательной — Собор, который должен был собираться каждые два года. Собор утвердил английский язык в качестве богослужебного языка Церкви. На Соборе было также принято «Послание ко всем православным христианам Америки», призывавшее все этнические юрисдикции к объединению в единую Поместную Церковь на территории Америки.
В 1971 года в состав ПЦА была принята Албанская православная архиепископия в Северной Америке во главе с епископом Стефаном (Ласко), хиротонисанным в 1965 году архиереями Албанской Православной Церкви на североамериканскую кафедру, но не получившим признания со стороны всех американских албанских православных общин. Акт принятия епархии в состав ПЦА состоялся 14 октября 1971 года в кафедральном Покровском соборе в Нью-Йорке. Епископ Стефан стал членом Синода ПЦА с титулом «епископ Бостонский». В 1974 году Бостонская (Албанская) епархия включала в себя 13 приходов. Второй Всеамериканский Собор прошёл в том же монастыре 19-21 октября 1971 года Собор утвердил Устав ПЦА, одобрил принятие Албанской архиепископии Северной и Южной Америки в состав ПЦА, приветствовал сообщение об улучшении отношений с Греческой православной архиепископией Америки. Собор отклонил участие женщин в качестве делегатов от мирян и подтвердил действовавшее в митрополии с 1960-х годов решение о недопущении масонов к участию в жизни Церкви.
16 февраля 1972 года Синод ПЦА учредил Мексиканский экзархат в составе ПЦА, включавший в тот момент кафедральный собор Вознесения Господня в Мехико, 6 приходов и 15 миссий, перешедшие в ПЦА из юрисдикции отколовшейся от католической церкви. 22 апреля архимандрит Иосиф (Кортес-и-Ольмос) Собором архиереев ПЦА во главе с предстоятелем митрополитом Иринеем (Бекишем) и в сослужении митрополита Нью-Йоркского Андрея (Петкова) (Болгарская Православная Церковь) и епископа Саламийского Илии (Салибы) (Антиохийская Православная Церковь) был хиротонисан во епископа Мехико. В ноябре 1973 года епископ Хартфордский и Новоанглийский Димитрий (Ройстер) был назначен Синодом ПЦА на должность экзарха Мексики. В 1973 году в Кадьяке для нужд Епархии Аляски была основана Свято-Германовская пастырская школа, преобразованная в 1977 году в духовную семинарию. Третий Всеамериканский собор, прошедший 13-15 ноября 1973 в Питтсбурге, штат Пенсильвания, внёс необходимые поправки в Устав ПЦА, принял меры по улучшению финансирования Главной администрации, одобрил участие женщин в качестве делегатов на епархиальных собраниях и создание Миссионерского отдела. На заседании Синода 5-6 марта 1974 года был поднят во о канонизации просветителя Аляски Иннокентия (Вениаминова). Общее количество приходов ПЦА в 1974 году составляло 465, в клир входили 428 священников и 32 диакона, в том числе 14 священников служили капелланами в Вооруженных силах США.
15 мая 1974 года Синод ПЦА утвердил прошение предстоятеля ПЦА митрополита Иринея, учитывая состояние его здоровья, о назначении архиепископа Монреальского и Канадского Сильвестра (Харунса) временным управляющим ПЦА. Теме миссионерства был в основном посвящен 4-й Всеамериканский Собор, прошедшей 10-13 ноября 1975 в Кливленде, штата Огайо, также принявший ряд заявлений, раскрывавших позицию ПЦА по вопросам морали и нравственности в современном обществе и осудивший религиозные преследования в СССР. В 1976 году к ПЦА присоединились приходы болгарские православной диаспоры в США и Канаде, которые в 1964—1976 годы составляли Болгарскую епархию в изгнании в составе РПЦЗ во главе с епископом Кириллом (Йончевым).

### ПЦА при митрополите Феодосии (Лазоре)

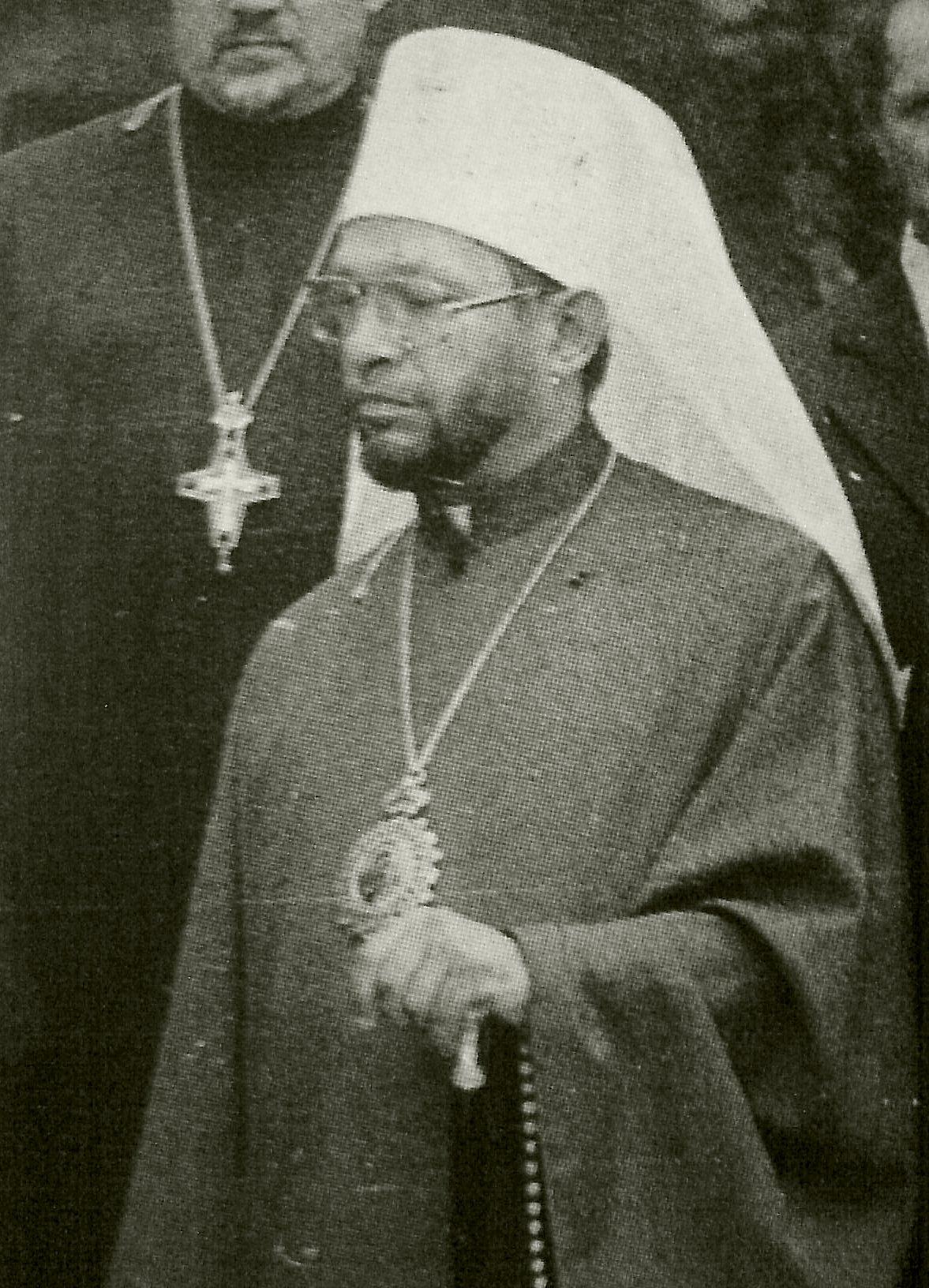
Митрополит Феодосий (Лазор) в 1983 году

На заседании 8-9 марта 1977 годы Синод одобрил прошение митрополита Иринея об уходе на покой с 25 октября 1977 года. Основной задачей пятого Всеамериканского Собора, прошедшего 25-28 октября 1977 года в Монреале, Канада, стало избрание нового предстоятеля ПЦА. Епископ Хартфордский и Новоанглийский Димитрий (Ройстер) в ходе голосования получил почти 2/3 голосов в первом туре и подавляющее большинство во втором, однако решением Синода предстоятелем ПЦА был избран 2-й по числу голосов кандидат — епископ Питтсбургский и Западно-Вирджинский Феодосий (Лазор), первый американец по рождению, занявший этот пост. 21 марта 1978 года решением Священного синода ПЦА, предстоятель ПЦА митрополит Феодосий (Лазор) выступил с предложением учреждения епархии на территории 14 южных штатов США и был поддержан Синодом. Епископ Димитрий (Ройстер) был освобождён от управления Хартфордской и Новоанглийской епархией и назначен епископом Далласским и епархии Юга.
Одним из значимых событий первых лет предстоятельства митрополита Феодосия стало прославление новых святых, просиявших в Америке: 4-5 марта 1980 года Синод ПЦА установил почитание в Аляскинской епархии памяти «святых мучеников Аляскинских, известных и неизвестных», в особенности священномученика Иувеналия Аляскинского и мученика Петра Алеута как местночтимых святых. Шестой Всеамериканский собор состоялся в год 10-летия автокефалии, 9-14 ноября 1980 года, в Детройте, штат Мичиган. Собор постановил одобрить участие женщин в качестве делегатов от мирян на Всеамериканских Соборах с 1983 года, а также внёс изменения в Устав Церкви, согласно которому Всеамериканские соборы должны собираться раз в 3 года, и изменения в установления Церкви относительно епархиальных взносов и пожертвований в Пенсионный фонд. Собор поддержал создание епархии Юга. Из состава Нью-Йоркской епархии была выделена Вашингтонская епархия с центром в столице США городе Вашингтоне, правящим архиереем которой стал предстоятель Церкви. В соответствии с этим решением титул предстоятеля ПЦА был изменён на «Блаженнейший архиепископ Вашингтонский, митрополит всей Америки и Канады». Тем же решением была создана Нью-Йоркская и Нью-Джерсийская епархия, которую в 1981 году возглавил епископ Петр (Л'Юилье). Собор выразил глубокую озабоченность преследованиями верующих в Советском Союзе и Восточной Европе, а также подтвердил позицию ПЦА относительно вопросов нравственности, осудив распространение в обществе абортов, эвтаназии, блуда, прелюбодеяния и гомосексуализма. На сессии 20-22 октября 1981 года Синод ПЦА принял доклад и рекомендации комиссии и постановил ввести с 1 сентября 1982 года в качестве официального календаря ПЦА новоюлианский календарь. Порядок осуществления данного решения был оставлен на усмотрение епархиальных архиереев, оставив при этом приходам право выбора, каким календарём руководствоваться в богослужебной жизни. Приходы, следующие юлианскому календарю  сохранились в составе Аляскинской, Канадской епархий, а также Епархии Запада ПЦА. Основной темой, обсуждавшейся на 7-м Всеамериканском соборе, прошедшем 22-26 августа 1983 в Филадельфии, штат Пенсильвания, было возрастание и развитие Церкви. Восьмой Всеамериканский собор, прошедший 17-22 августа 1986 года в Вашингтоне был посвящен теме евангелизации как необходимому условию для дальнейшего роста Церкви в Америке. Девятый Всеамериканский собор прошедший 20-25 августа 1989 в Сент-Луисе, штат Миссури, принял резолюции, касавшиеся финансового обеспечения Церкви и взаимной ответственности между руководством Церкви и паствой, а также, после долгого обсуждения, принял заявление, осуждающее практику смертной казни.
В 1990 году в ПЦА насчитывалось более 500 приходов, служили около 500 священников, 11 архиереев, действовали 3 семинарии; половина паствы не являлась православной по рождению. Десятый Всеамериканский собор, прошедший 26-31 июля 1992 в Майами, штат Флорида, был посвящён теме «Различение воли Божией: Наша духовная жизнь и служение». Собор одобрил принятый ранее Синодом документ «Заявление Синода о браке, семье, половом вопросе и неприкосновенности жизни», утверждавший позицию Церкви по вопросам, поднимающимся в секулярном обществе. Собор также рассмотрел вопросы, касавшиеся финансового обеспечения и отчетности, установления единых стандартов обеспечения духовенства. 28 марта — 1 апр. 1994 года в ознаменование 200-летней годовщины Православия в Северной Америке (1794—1994) Синод ПЦА причислил к лику святых в чине праведных двух священников-миссионеров: протопресвитера Алексия Товта и протоиерея Иакова Нецветова. Одиннадцатый Всеамериканский собор, прошедший 17-21 июля 1995 года в Чикаго, штат Иллинойс, прошёл под девизом «Собранные в общину» и был посвящён теме общинного служения, 200-летию православной миссии в Северной Америке и итогам 25-летия автокефалии ПЦА. Собор молитвенно почтил новоканонизированных святых — священномученика Александра Хотовицкого, священномученика Иоанна Кочурова, праведного Алексия Товта, праведного Иакова Нецветова, совершавших своё пастырское служение в Северной Америке. Двенадцатый Всеамериканский собор, прошедший 25-30 июля 1999 года в Питтсбурге, штат Пенсильвания, посвящённый теме «О всех и за вся», стремился определить, какой должна быть Церковь на пороге XXI века, а также одобрил долгосрочные инициативы, касавшиеся различных аспектов жизни Церкви: церковного развития и евангелизации, приходского образования, повышения квалификации пастырей, программ приходской практики для семинарий, свидетельства о вере.
27-30 марта 2000 года Синод ПЦА принял решение о причислении к лику святых епископа Бруклинского Рафаила (Хававини). Канонизация стала возможной благодаря трёхлетней работе совместной комиссии ПЦА и Антиохийской архиепископии Северной Америки; акт о канонизации святителя Рафаила был подписан архиереями ПЦА и представителем Антиохийской архиепископии Северной Америки епископ Селевкийским Антонием (Хури). Прославление святителя Рафаила состоялось 28-29 мая 2000 года в Свято-Тихоновском монастыре. Эта канонизация стала первым совместным актом 2 канонических и административно независимых юрисдикций в Северной Америке, что вновь подчеркнуло стремление православных Церквей на этой территории к тесному сотрудничеству.

### ПЦА при митрополитах Германе (Свайко) и Ионе (Паффхаузене)
3 апреля 2002 года Священный Синод одобрил прошение митрополита Феодосия (Лазора) об уходе на покой по состоянию здоровья. 21-27 июля 2002 года в городе Орландо, штат Флорида, состоялся 13-м Всеамериканском соборе, на котором 22 июля 2002 года новым предстоятеля ПЦА был избран архиепископ Филадельфийский и Восточно-Пенсильванский Герман (Свайко). Собор был посвящён формированию и развитию православной приходской жизни в Северной Америке; были приняты резолюции
относительно прав приходов на владение церковным имуществом и перехода к пропорциональному принципу обеспечения церковной администрации. Данные темы были продолжены и развиты на 14-м Всеамериканском соборе, прошедшем 17-22 июля 2005 года в Торонто, Канаде.

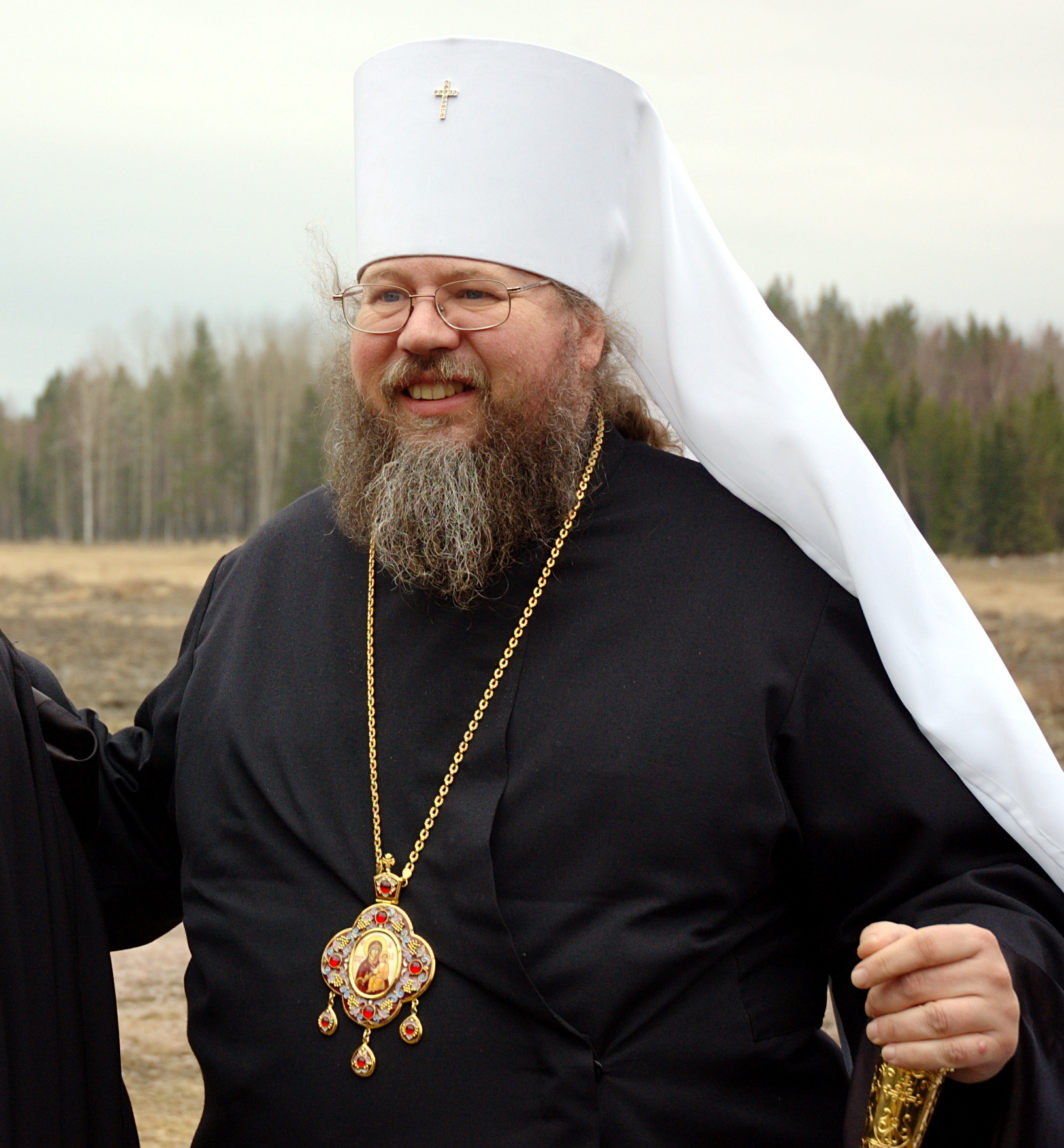
Митрополит Иона (Паффхаузен) в 2009 году

Осенью 2005 года бывший казначей ПЦА протодиакон Эрик Уилер публично обвинил руководство ПЦА в серьёзных финансовых нарушениях. Уилер утверждал, что миллионы долларов пожертвований Церкви были ненадлежащим образом использованы на личные расходы или для покрытия дефицита на церковных счетах. Скандал вылился в СМИ. По результатам расследования митрополит Герман 16 марта 2006 года отправил в отставку многолетнего управляющего делами ПЦА протопресвитера Родиона Кондратика, который в 2007 году был лишён сана. В декабре 2006 года Синод назначил Особый комитет по расследованию обвинений в финансовых нарушениях. В то же время наметилось потепление отношений с РПЦЗ: в начале 2007 года, в преддверии подписания Акта о каноническом общении между Московским Патриархатом и РПЦЗ, по просьбе патриарха Московского и всея Руси Алексия II Священный синод ПЦА отменил прещения, наложенные на ушедших без канонического отпуска в юрисдикцию РПЦЗ клириков ПЦА. В сентября 2008 года Особый комитет по расследованию обвинений в финансовых нарушениях представил Синоду доклад, в котором были приведены факты ненадлежащего ведения финансовых дел и финансовых злоупотреблений со стороны бывших членов администрации ПЦА, а также факты, свидетельствующие о попытках предстоятелей ПЦА митрополита Феодосия и митрополита Германа скрыть нарушения. 4 сентября митрополит Герман (Свайко) подал прошение об уходе на покой по состоянию здоровья и «в лучших интересах ПЦА». В ходе 15-го Всеамериканского собора, прошедшего 10-13 ноября 2008 года в Питтсбурге, штат Пенсильвания, был заслушан доклад Особого следственного комитета о фактах финансовых злоупотреблений со стороны бывшего руководства ПЦА и приняты меры по укреплению финансовой стабильности и прозрачности работы администрации. 12 ноября предстоятелем ПЦА был избран викарный епископ Форт-Уэртский Иона (Паффхаузен), который был рукоположен во епископа за 11 дней до избрания предстоятелем. По словам архимандрита Закхея (Вуда), «Для многих членов Собора Владыка Иона явился олицетворением надежды, что мы никогда больше не вернёмся к тем порочным практикам, которые стали причиной кризиса». Он стал первым предстоятелем ПЦА, обратившимся в Православие из другой конфессии.
Однако уже через несколько месяцев после избрания митрополита Ионы выяснилось, что новый Предстоятель не склонен считаться с чужими мнениями при решении кадровых и организационных вопросов. Это вылилось в затяжной конфликт с Синодом, который достиг критической точки к началу 2011 года, когда митрополит Иона отправил в отставку одного из своих оппонентов — главу церковной канцелярии протоиерея Александра Гарклавса. Недолгий период предстоятельства митрополита Ионы был ознаменован регулярными контактами ПЦА и РПЦ и в том числе с вошедшей в состав последней РПЦЗ. 5-6 октября 2010 года с целью разрешить вопросы, стоявшие в прошлом на пути полного евхаристического общения, состоялось подготовленное Синодами ПЦА и РПЦЗ заседание Совместной комиссии обеих Церквей. Было принято Совместное заявление РПЦЗ и ПЦА, одобренное Синодом ПЦА 16-18 ноября 2010 года, в котором говорилось о том, что «Пришло время <…> совместно и в духе взаимного раскаяния и взаимопрощения заявить, что мы готовы жить вместе как братья во Христе и как Церкви-Сёстры, совместно проповедовать Евангелие Христа и Святую Православную веру». 10 декабря 2011 года предстоятель ПЦА митрополит Иона (Паффхаузен) в сослужении первоиерарха РПЦЗ митрополита Илариона (Капрала) и собора архиереев ПЦА и РПЦЗ возглавил литургию в Синодальном Знаменском соборе РПЦЗ в Ньо-Йорке. Однако, частые визиты Предстоятеля ПЦА в Москву вызывали у некоторых настороженность. С 25 февраля по 25 мая 2011 года по согласию с членами Синода ПЦА митрополит Иона находился в отпуске. Деятельность митрополита Ионы, членов Синода и администрации продолжали критически обсуждать на различных интернет-ресурсах. Открывая 16-й Всеамериканский Собор, прошедший 31 октября — 4 ноября 2011 в Сиэтле, штат Вашингтон, митрополит Иона указал на многие позитивные изменения в работе администрации в сфере финансовой отчётности и прозрачности, а также признал наличие различных сложностей и внутренних административных проблем. Собор обсудил Стратегический план ПЦА, разработанный администрацией и Митрополичьим советом, и рекомендовал по завершении работы над ним привести его в действие. Но конфликт в руководстве ПЦА продолжался. 7 июля 2012 года митрополит Иона подал прошение об отставке. 9 июля Священный Синод ПЦА удовлетворил его прошение.

### ПЦА при митрополите Тихоне (Молларде)
13 ноября 2012 года на 17-м чрезвычайном Всеамериканском Соборе в городе Парма, штат Огайо, архиепископ Филадельфийский и Восточно-Пенсильванский Тихон (Моллард) был избран новым предстоятелем ПЦА. Восемнадцатый всеамериканский собор, прошедший 20-24 июля 2015 года в Атланте, штат Джорджия, был в основном посвящён развитию миссионерской деятельности ПЦА, его главным деянием стало принятие нового Устава ПЦА, вступившего в действие 1 ноября 2015 года. 23-27 июля 2018 в городе Сент-Луис, штат Миссури, прошёл Девятнадцатый всеамериканский собор, посвящённый теме «За жизнь мира», стремился определить видение миссии и задач ПЦА в XXI веке ввиду 50-летия автокефалии ПЦА в 2020 году. В 2020 году ПЦА официально выставила на продажу свою собственность в Сайоссете, штат Нью-Йорк, в связи с тем, что содержать особняк и 15 акров земли, которыми ПЦА владела с 1950-х годов, больше не представляется возможным с финансовой точки зрения. Двадцатый всеамериканский собор прошёл с 18 по 22 июля 2022 в Балтиморе, штат Мэриленд. В числе принятых решений было построить решение построить Духовную академию святителя Василия Великого в городе Мехико, где обучение будет вестись на испанском языке. Ещё одним актуальным вопросом, обсуждавшимся на Соборе, была необходимость финансовой поддержки духовенства Аляскинской епархии, живущего на весьма скудные средства. Было подчёркнуто, что ПЦА продолжает придерживаться библейского и святоотеческого учения по вопросам сексуальной ориентации и гендерной идентичности.